# Torneo Eglinton

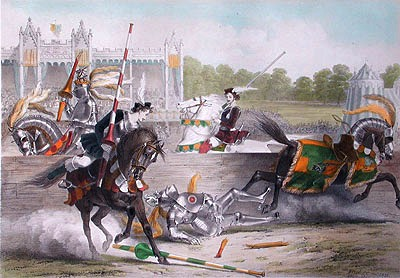
La giostra tra il Lord del Torneo ed il Cavaliere della Rosa Rossa, litografia di Edward Henry Corbould, 1839. Una della serie realizzate per il libro commemorativo del torneo.

Il Torneo Eglinton del 1839 fu un riadattamento di una giostra medievale che si tenne in Scozia, al Castello di Eglinton, venerdì 30 agosto 1839. Il torneo venne organizzato da Archibald Montgomerie, XIII conte di Eglinton, e si tenne nel castello di sua proprietà presso Kilwinning, in Scozia. La Regina di Bellezza fu Georgiana Seymour, duchessa di Somerset. Molti visitatori esterni vi presero parte tra cui il futuro Napoleone III di Francia.
Largamente pubblicizzato ed aperto al pubblico, esso fu forse la rappresentazione più estrema dell'autentico spirito del romanticismo inglese, malgrado il difficile periodo che tutta l'Europa stava attraversando negli anni '30 dell'Ottocento. Fenomeno popolare di notevoli dimensioni (pianificato per 4.000 spettatori attrasse 100.000 spettatori), fu un revival neogotico che ebbe un notevole impatto anche sull'economia locale. I problemi che si manifestarono contro il torneo, oltre all'opposizione del partito dei whig che sapendo che la festa era organizzata da un Tory (conservatore) cercarono di ridicolizzare il più possibile la manifestazione definendola una rappresentazione senza senso, il tutto peggiorato da una pioggia incessante che colpì il campo da gioco. Malgrado il giudizio di alcuni contemporanei, dunque, lo spettacolo fu un successo anche perché il torneo venne eseguito con tutte le regole predisposte per gli antichi tornei, al punto che i partecipanti dovettero iscriversi e per un anno intero allenarsi a rispettare precisamente tutte le disposizioni, pena l'esclusione.
Per comprendere l'attuale significato del fenomeno del Torneo Eglinton bisogna proprio entrare nell'ottica di profonda attenzione al dettaglio colta per l'occasione: una preparazione meticolosa, numerose sessioni precedenti, una promenade per Regent's Park, molte opere d'arte commissionate o ispirate dal Torneo Eglinton e non ultimo l'entusiasmo grande del pubblico inglese di fronte ad un evento che si situava in perfetta sintonia con le tendenze storiografiche, artistiche, letterarie e del modo di pensare della prima metà del XIX secolo. Molte caratteristiche del torneo vennero tratte direttamente dalla novella di Walter Scott, Ivanhoe, per collegare ancora di più il gusto letterario al gusto per la ricreazione di un torneo non necessariamente come esercizio di archeologia sperimentale.
Lo stesso Eglinton disse a tal proposito: “Conosco bene le problematiche e le mancanze di quest'esibizione - molto meglio di quanti non vi sono interessati; conosco bene quali profondi riti la mia immaginazione abbia violato nel tentare di creare un revival di cavalleria”.
È innegabile sicuramente che l'evento apportò una grande somma di denaro (una fonte contemporanea lo stima attorno alle 5000.000 sterline) nell'area attorno ad Irvine nell'Ayrshire. L'unica persona che perdette del denaro nell'occasione fu lo stesso lord Eglinton. La pronipote del conte, Viva Montgomerie scrisse nelle sue memorie che a causa del torneo le finanze familiari vacillarono.

## Sfondo storico

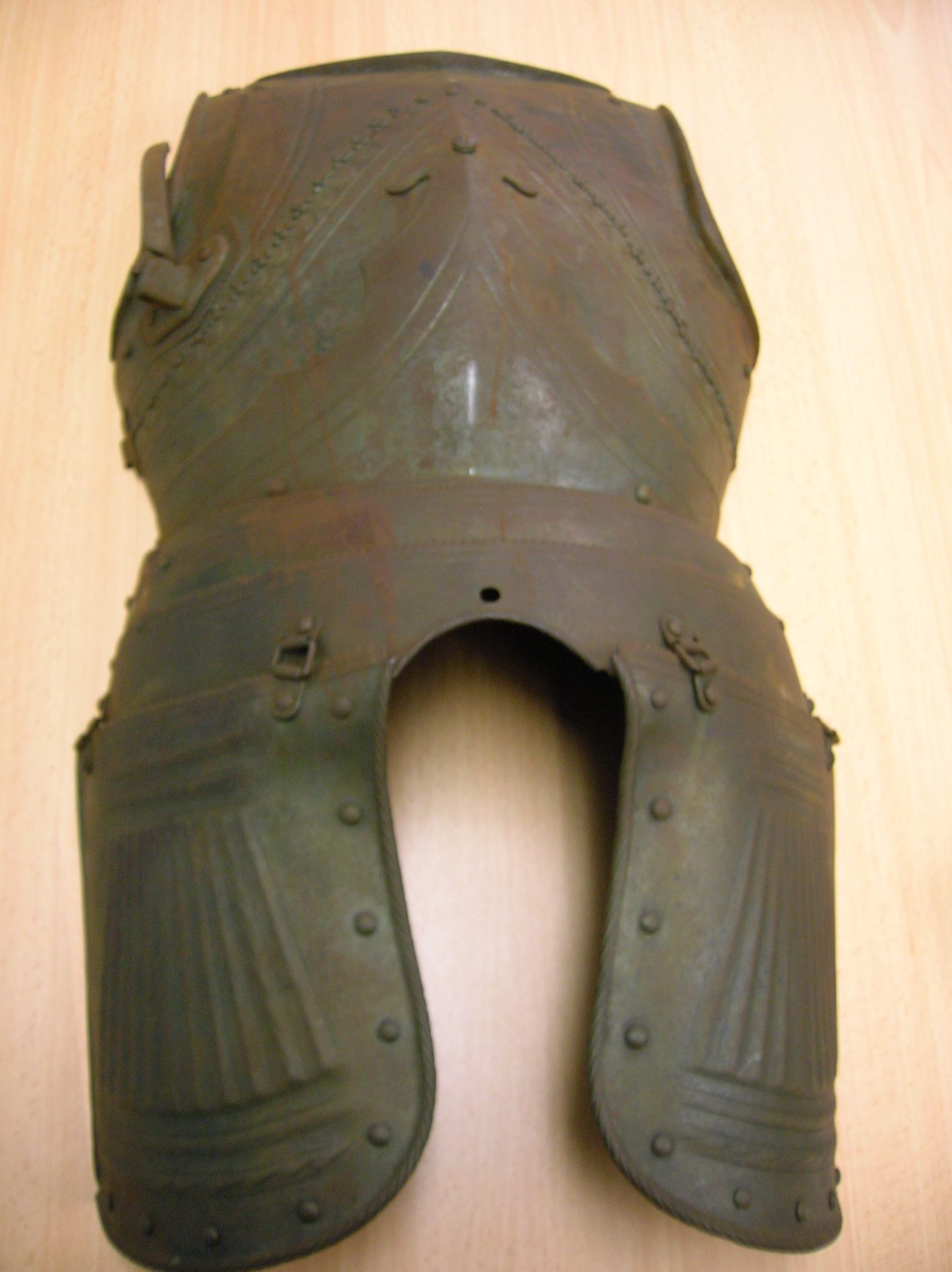
Parte dell'armatura di un cavaliere del torneo del 1839

Il revival neogotico e l'ascesa del romanticismo tra la fine del XVIII e l'inizio del XIX secolo, furono un fenomeno internazionale. Giostre di stile medievale, si tennero regolarmente in Svezia tra il 1777 ed il 1800. Le novelle gotiche come Il Castello di Otranto di Horace Walpole (1717–1797) e molti dei lavori di Sir Walter Scott resero popolare l'idea di appassionarsi al romanticismo e diffusero gli ideali cavallereschi. Walpole stesso fu uno dei primi in Inghilterra a restaurare la sua abitazione sullo stile di un castello neogotico, Strawberry Hill (1749–1777).
La cultura medievale era stata vista come un antidoto utile per il moderno illuminismo e l'età industriale. Opere teatrali e rappresentazioni (come Ivanhoe, che nel 1820 venne messo in scena in sei differenti produzioni nella sola Londra) perpetuarono il romanticismo di cavalieri, castelli, feste e tornei. Il pittore tedesco Caspar David Friedrich (1774–1840) si specializzò quasi esclusivamente nella pittura di rovine gotiche ed allegorie spirituali. Jane Austen (1775–1815) scrisse la sua novella Northanger Abbey (scritta nel 1798, pubblicata nel 1817) come una satira di stile romantico.

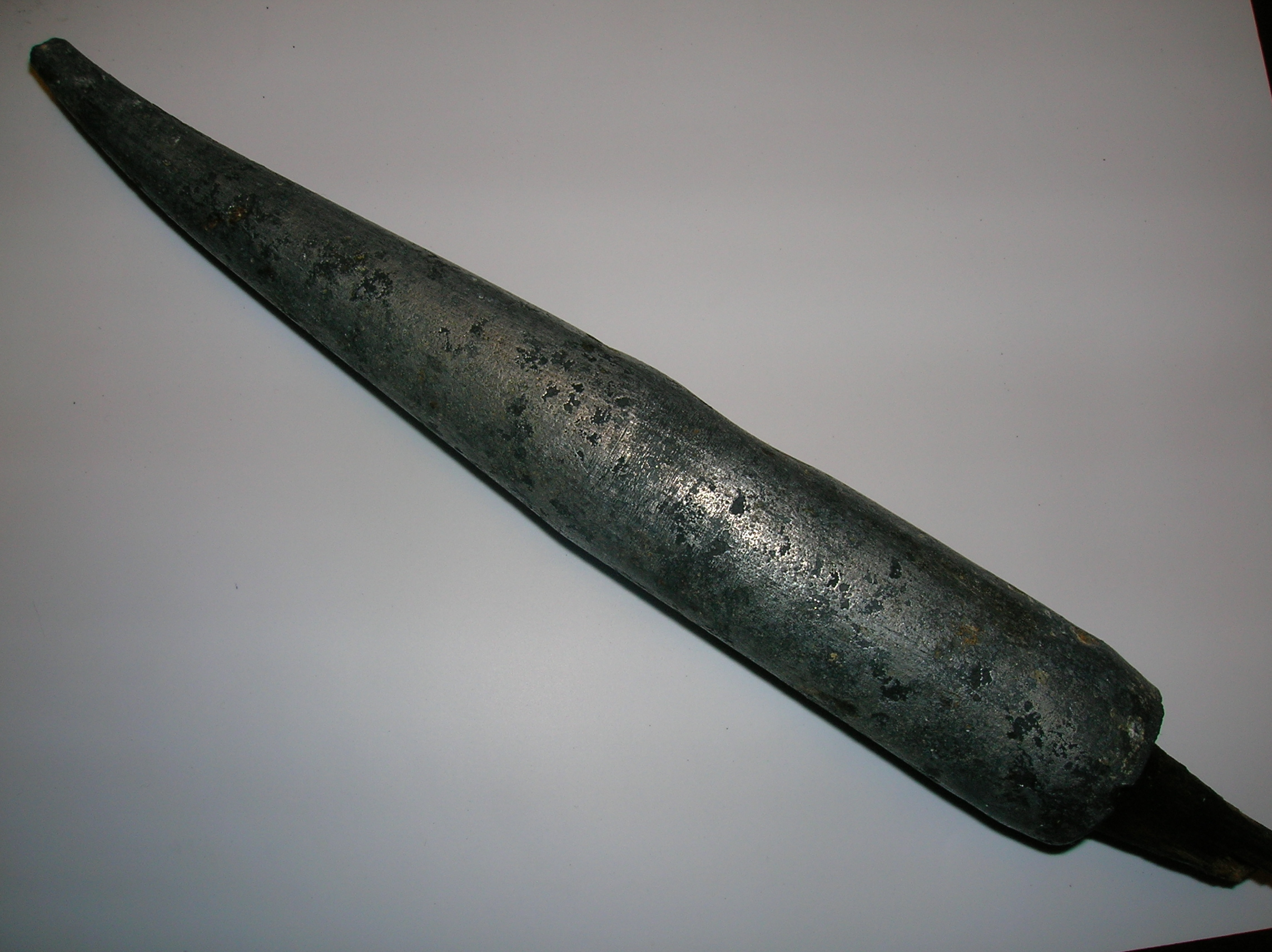
Una lancia o parte di un gonfalone usato al Torneo Eglinton Tournament ritrovato preso la vicina Lugton Water nel 2008

La famiglia Montgomerie aveva molti legami con il suo passato medievale, al punto da portare all'acquisizione del pennone o della lancia di Harry Hotspur, conosciuto anche col nome di sir Henry Percy, usato durante la Battaglia di Otterburn da un Montgomerie. Si dice che il Duca di Northumberland, capo della famiglia Percy, avesse fatto ogni sforzo nel 1839 per recuperare il pennone, ma gli venne data la seguente risposta: "C'è buona terra a Eglinton, migliore di quella di Chevy Chase (Otterburn); lasciate che i Percy vengano e se la riprendano."

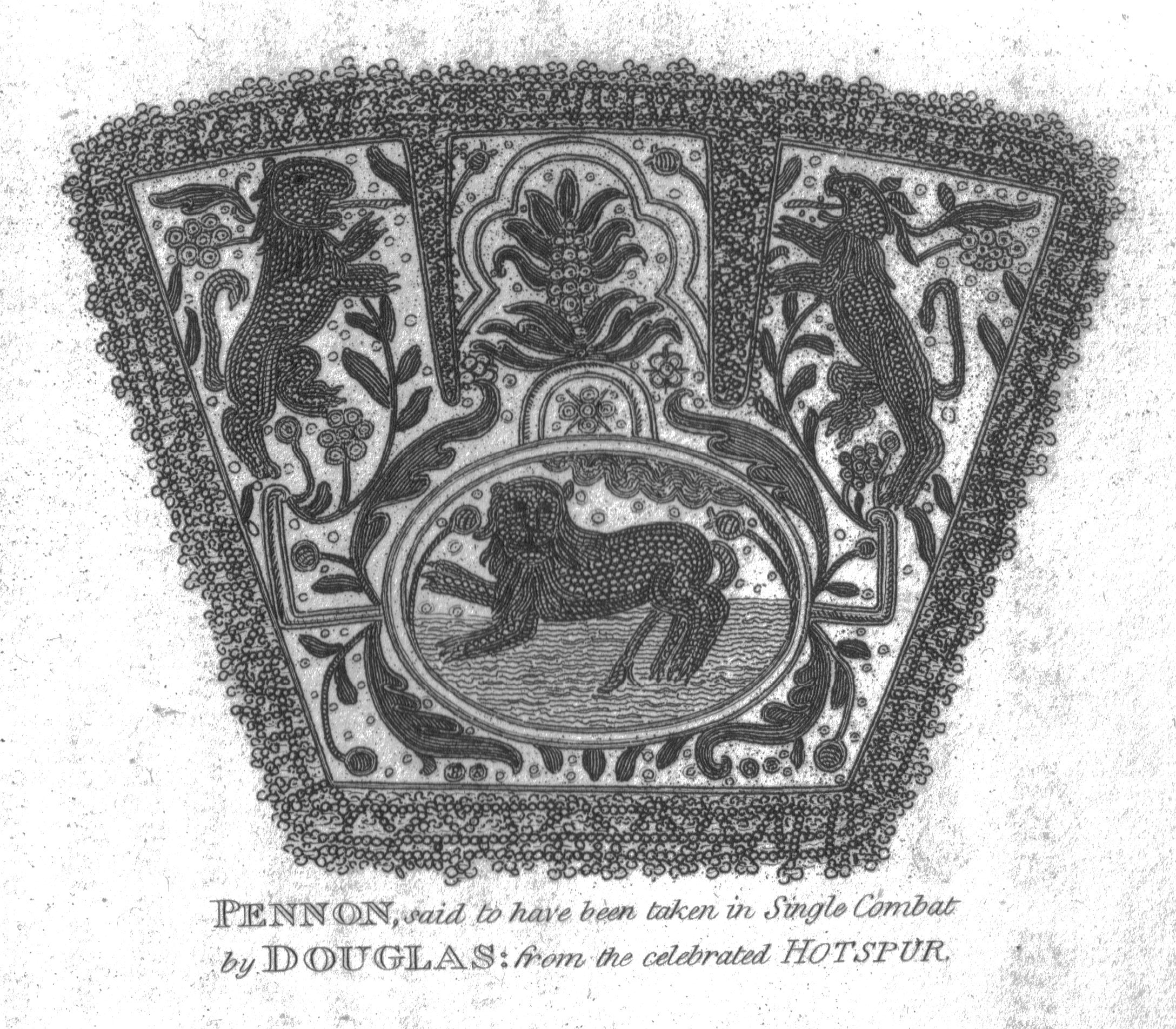
Il pennone di Sir Henry Percy

Nel 1838 il primo ministro whig Lord Melbourne annunciò che l'incoronazione della Regina Vittoria non avrebbe incluso il tradizionale banchetto di stile medievale a Westminster Hall. Cercare di privare la monarchia dei suoi poteri e delle sue tradizioni era attività ordinaria per il partito Whig, e pertanto di fronte alla recessione presente nel paese, la cosa più ovvia fu di tagliare le parti più anacronistiche della celebrazione dell'incoronazione che erano considerate unicamente delle stravaganze. Le imbarazzanti disavventure poi al banchetto per l'incoronazione di Giorgio IV erano ancora fresche, quando addirittura il popolo tentò di comprarne i tavoli come souvenirs. Già re Guglielmo IV aveva cancellato il suo banchetto per evitare il riproporsi di simili scene di cattivo gusto. Malgrado questo il supporto popolare all'iniziativa non mancava di certo, al punto che vi furono "molte lamentele e diversi momenti di tensione pubblica, sia da parte degli antiquari, sia dei commercianti della metropoli". Le critiche giunte all'incoronazione "sottotono" della regina Vittoria la definirono la "Penny Crowning" (l'incoronazione da un penny, la moneta più bassa del reame inglese). Malgrado i tentativi di fare economia, i contemporanei riportarono che l'incoronazione della regina Vittoria costò 20.000 sterline in più di quella di Giorgio IV. Ad ogni modo la sua incoronazione introdusse una nuova pratica: la processione dal palazzo all'Abbazia di Westminster, che venne molto apprezzata dal popolo.
Malgrado questo, essa non fu l'antica Grande Festa come da sempre concepita tradizionalmente con rappresentazioni simboliche e costumi che rimandavano alla tradizione di un'epoca gloriosa per il regno. "L'obbedienza al passato nel 1839 non era solo una foggia; per molti, era un'urgente necessità" commentò lo stesso lord Eglinton, il cui patrigno Sir Charles Montolieu Lamb, II baronetto, come Knight Marshal della Casa Reale, aveva guidato in passato il suo cavallo nella Great Hall di Westminster come parte di uno di questi coloriti ed amati rituali. Il 4 agosto 1838, il "Giornale di Corte" riportò la voce secondo la quale Archibald William Montgomerie, XIII conte di Eglinton, stava organizzando una grande giostra nel suo castello in Scozia. Molti specularono se fosse stato lo stesso sir Charles Montolieu Lamb a suggerire a lord Eglinton di provvedere alla nazione ciò che essa aveva perduto nei mancati festeggiamenti medievali per l'incoronazione, e dopo alcune settimane Eglinton confermò personalmente la veridicità delle voci riportate dal giornale.

## I preparativi

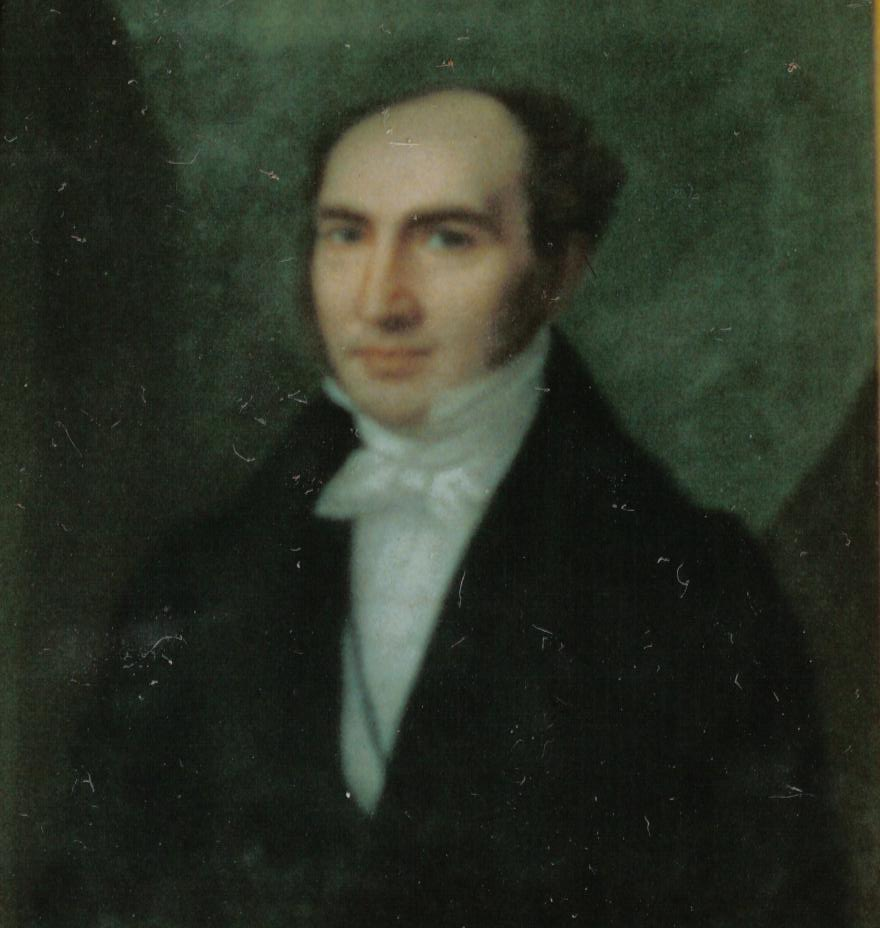
John Jamieson, segretario privato del XIII conte nonché organizzatore degli eventi del Torneo Eglinton, assistito da un fattore, Stewart Blair, 'Clerk to the Tournament.'

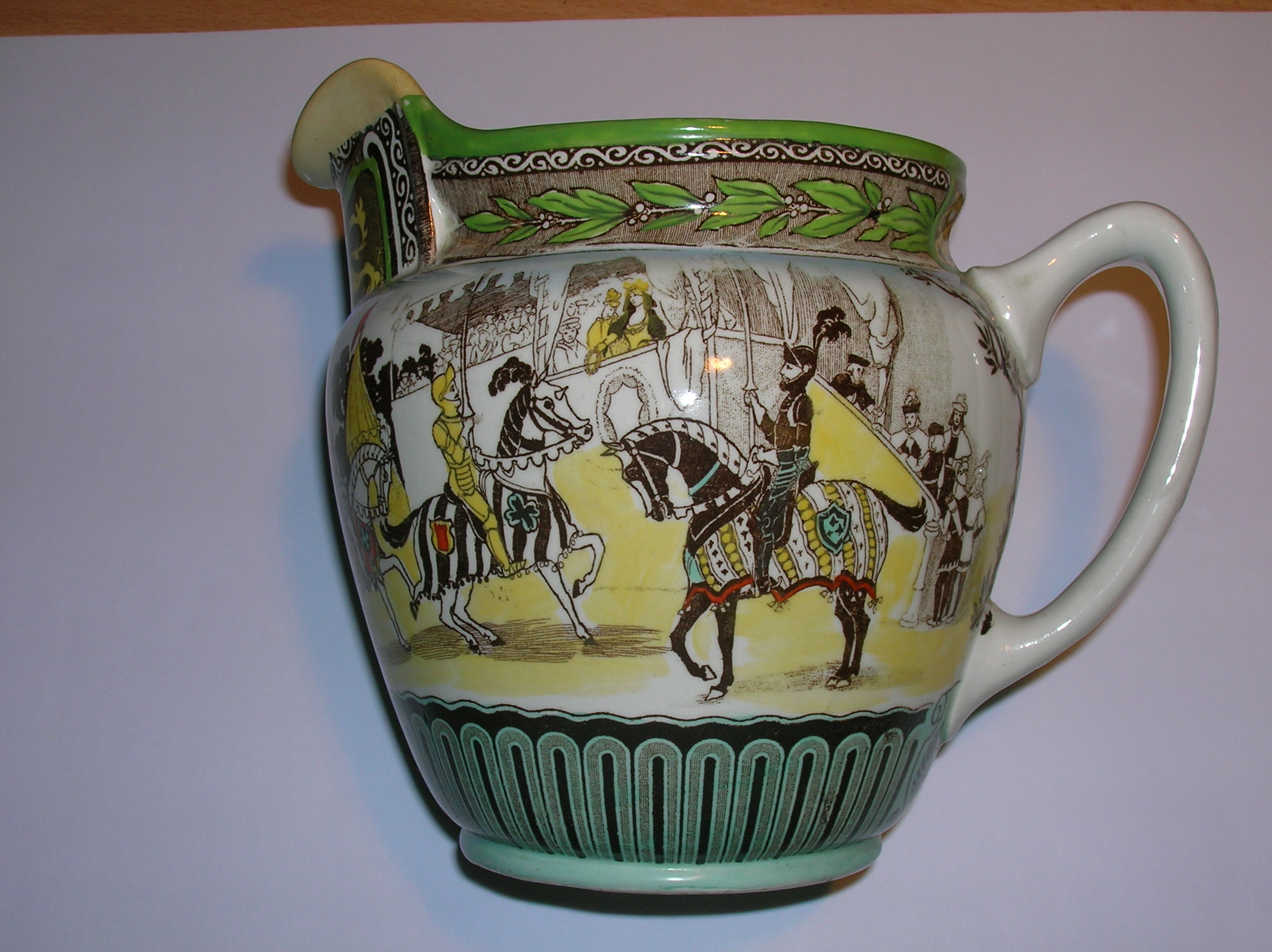
Una brocca ottocentesca con scene di una giostra medievale.

Nell'autunno del 1838, 150 possibili partecipanti si incontrarono nello showroom di Samuel Pratt, un produttore di armature medievali al N. 47 di Bond Street, Londra. Molti si ritirarono quando realizzarono i costi astronomici e le difficoltà che avrebbero incontrato partecipando all'evento, ma circa quaranta dei cavalieri decisero di proseguire incuranti. Pratt venne incaricato di provvedere a tutti gli arraggiamenti, alla forma delle armature, alle bandiere, ai decori, ai costumi. Egli avrebbe dovuto anche fornire le tende e i gazebi per il grande ballo finale. Anche se tutte le uniformi fornite da Pratt si supponeva fossero genuinamente medievali, ma da quanto si può desumere dall'unica armatura di quell'occasione ancora oggi conservata, quella del III marchese di Waterford che dal 1963 è in mostra al Castello di Windsor, è un pastiche, una riproduzione.

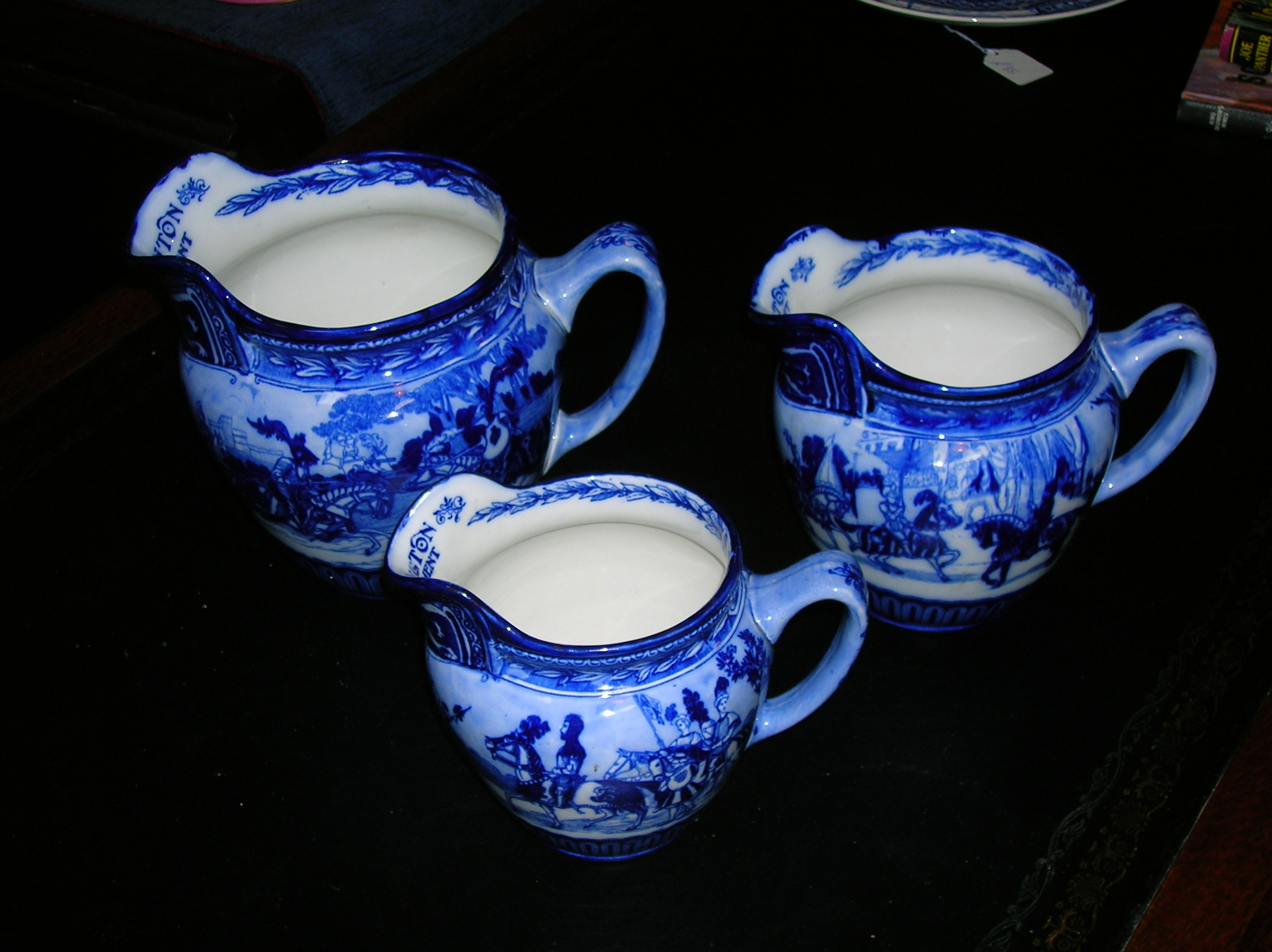
Un set di ceramiche commemorative.

Le prove dei vestiti si tennero a Londra in un giardino dietro Eyre Arms, St John's Wood, una taverna nei pressi di Regent's Park, e gli ultimi ritocchi vennero dati il 13 luglio 1839. Degli originari quaranta temerari cavalieri, se ne presentarono solo 19 e come ricordò il giornale di corte dell'epoca, quella era solo "l'élite dell'élite".
La produzione in massa di copie di oggetti artistici antichi e souvenirs dimostrò però che il torneo non era destinato ad essere solo un fatto per le classi agiate inglesi. La stessa regina Vittoria per ben due volte annotò nel suo diario di sue discussioni con Lord Melbourne il quale riteneva che tale manifestazione fosse solo un divertimento per pazzi, mentre a lei piacesse molto quell'idea come a Lady Seymour. A sole poche settimane dalla sua morte, lady Flora Hastings scrisse nel 1839 a sua madre circa il Torneo Eglinton, esprimendo la sua costernazione e preoccupazione che qualche cavaliere potesse rimanere ucciso in un così violento sport.
Sull'altro fronte, gli Whigs, riformatori sociali, egli utilitaristi espressero il loro disgusto per una fantasia tale in un periodo di ristrettezze economiche dove la povertà stava prendendo piede riducendo molti lavoratori alla fame. Le emozioni iniziarono a farsi sentire con vignette satiriche, insulti e passioni emergenti su entrambi i lati della questione. Qualunque fosse l'originario intento di Eglinton, il torneo ebbe un significato simbolico romantico molto forte contrasto con lo spirito rivoluzionario del XIX secolo.

### Il terreno

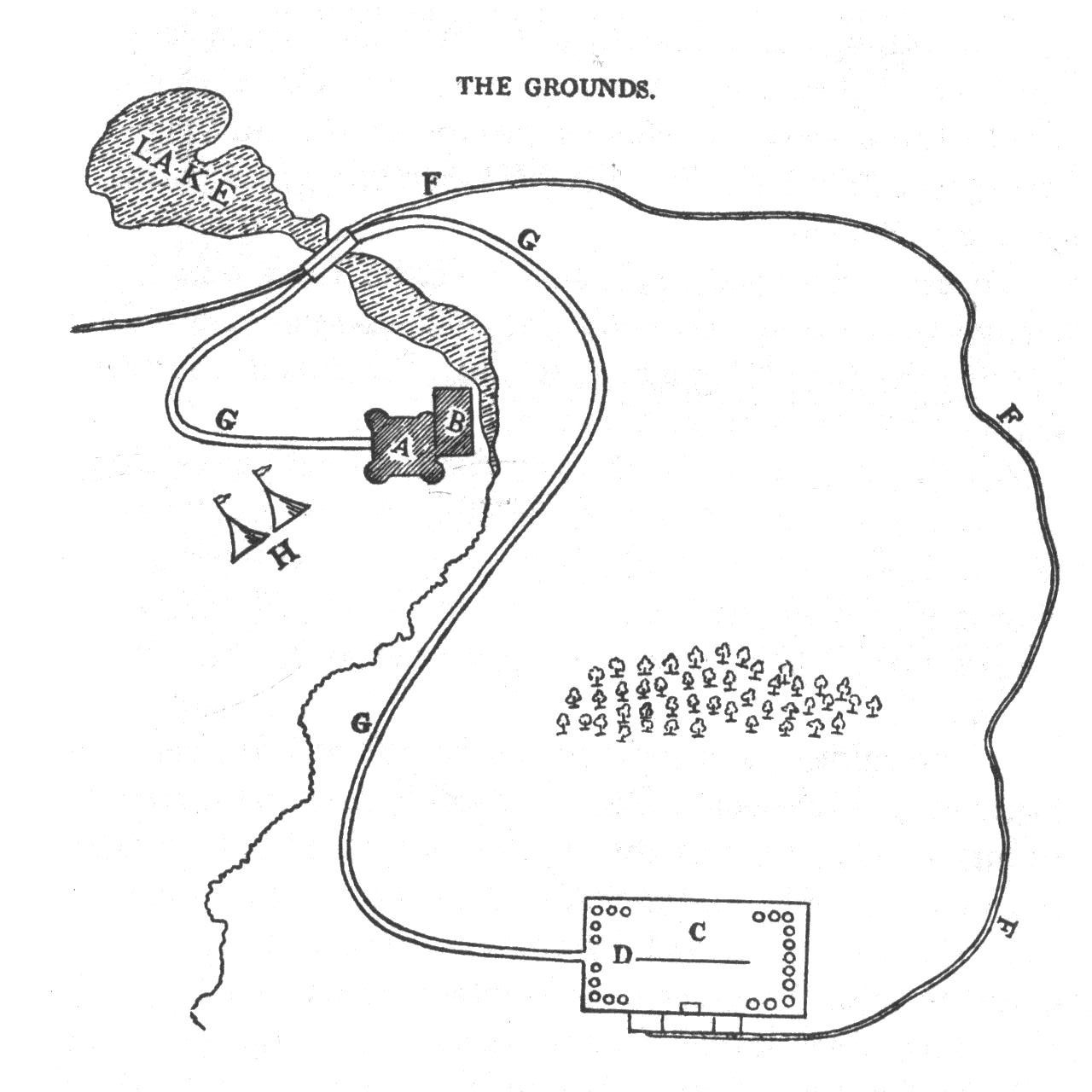
Una mappa che mostra le varie aree associate al Torneo Eglinton. Si noti il lago sui due lati del ponte, creato artificialmente attorno al 1800.

Non pochi furono le problematiche emergenti con la preparazione del terreno e la locazione del torneo. Il castello di Eglinton, ad otto miglia dalla costa Scozzese presso Ayrshire, era un'imitazione medievale risalente al XVIII secolo con delle torrette che erano state aggiunte alla struttura originaria. I terreni montuosi presso la costa erano frequentemente battuti da piogge torrenziali.
Il Torneo si tenne in una prateria presso il Lugton Water. Il terreno prescelto per il torneo era basso, perlopiù acquitrinoso, con colline erbose su tutti i lati. I cavalieri a cavallo dei loro destrieri giunsero sul campo di gioco ('C' sulla mappa) attraverso una strada chiusa al pubblico ('G' sulla mappa), mentre gli ospiti ed i visitatori giunsero attraverso la strada indicata in mappa con la lettera 'F'. Entrambi i gruppi erano così costretti ad oltrepassare l'Eglinton Tournament Bridge, ponte neogotico a tre arcate. Una mappa del 1837 del Castello di Eglinton e dei terreni circostanti mostra come l'area del campo da gioco fosse già presente all'epoca, ma non vi era ancora traccia del torneo.

### Il pubblico
Lord Eglinton annunciò che il pubblico sarebbe stato benaccetto alla sua rappresentazione, ma ovviamente con vestiti medievali e col pagamento di un biglietto. Pur aspettandosi un discreto numero di persone - alle feste di Eglinton prendevano generalmente parte 1500 spettatori - e predispose pertanto tutto il necessario per far sedere ed accomodare in maniera confortevole gli ospiti attesi che si attestavano a circa 4.000 persone. Egli notificò alla stampa (The Times, il Morning Post, il Court Gazette) l'apertura dello spettacolo.

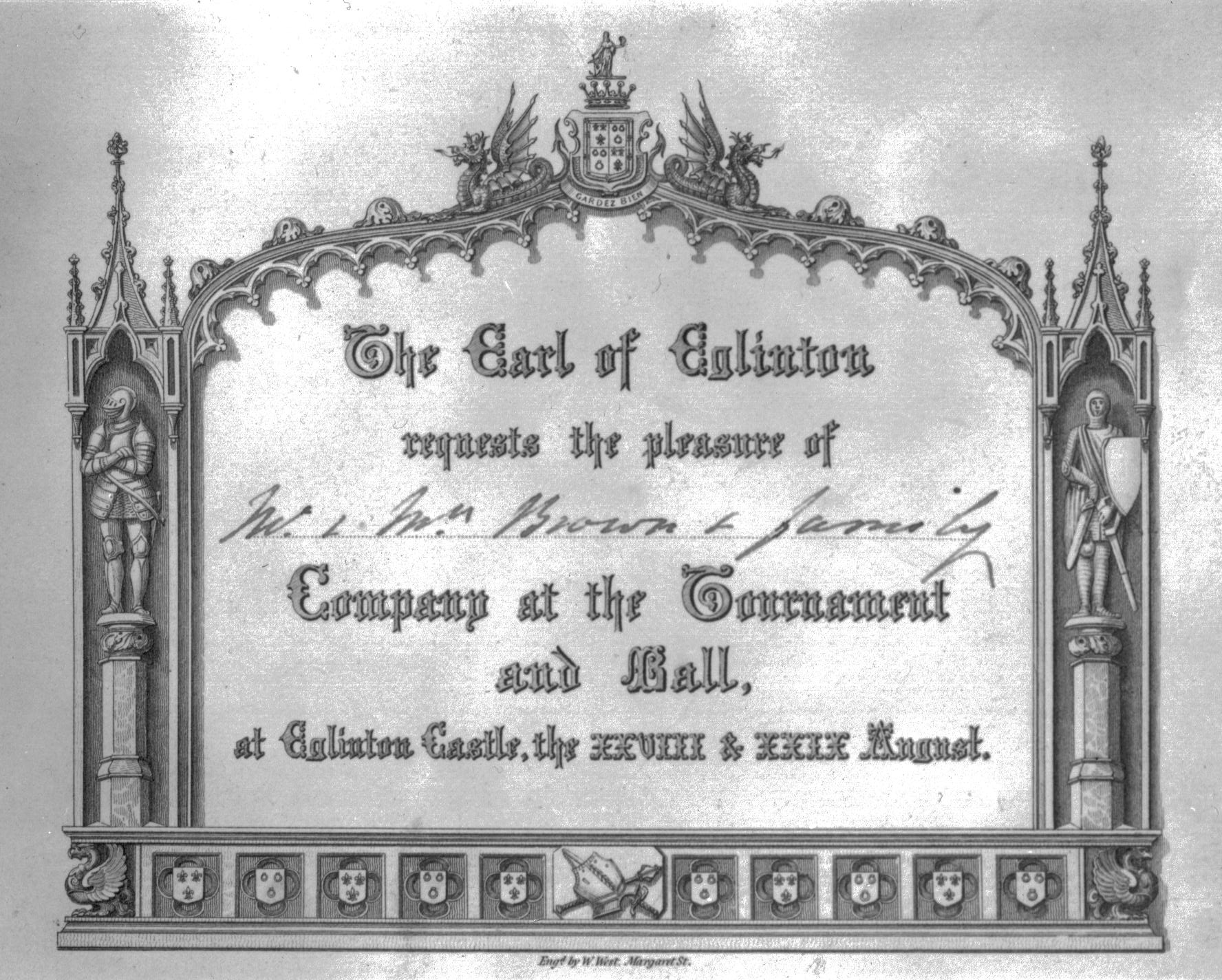
Un invito ufficiale.

La risposta attraversò tutte le classi sociali dai lettori del Bath Figaro, del Cornish Guardian, dello Sheffield Iris, del Wisbech Star in the East e di altri giornali che si precipitarono ad acquistare i biglietti. Dal mese di agosto, giunsero a centinaia le lettere al castello di Eglinton richiedendo 20, 50, 100 biglietti alla volta.
Ancora oggi sono conservate un centinaio di lettere piene di aneddoti, compiacimenti, descrizioni dei vestiti medievali ed asserzioni di simpatie tory. Di fronte a tutto questo, lord Eglinton dovette accettare l'idea che il suo torneo era ormai divenuto un fenomeno importante oltre quanto egli stesso aveva prestabilito.

### Trasporti e alloggi
Col crescere delle prenotazioni (alla fine i biglietti giunsero a 100.000), si rese necessario predisporre meglio l'area di svolgimento. Il vicino villaggio di Irvine aveva un solo hotel e le case private potevano essere affittate ai turisti solo ad alto prezzo. Le stesse strade attorno al castello erano piene di gente: la strada da Ayr a Glasgow (della lunghezza di quasi 50 chilometri) era piena dall'inizio alla fine al punto da rimanere bloccata per i carri che dovevano proseguire a piedi facendosi largo tra la folla. La ferrovia tra Ayr ed Irvine era caricata all'inverosimile e le persone combattevano per ottenere i biglietti ferroviari dal momento che il treno era l'unico trasporto che garantiva loro di giungere a soli 8 chilometri dal castello.

## Il torneo

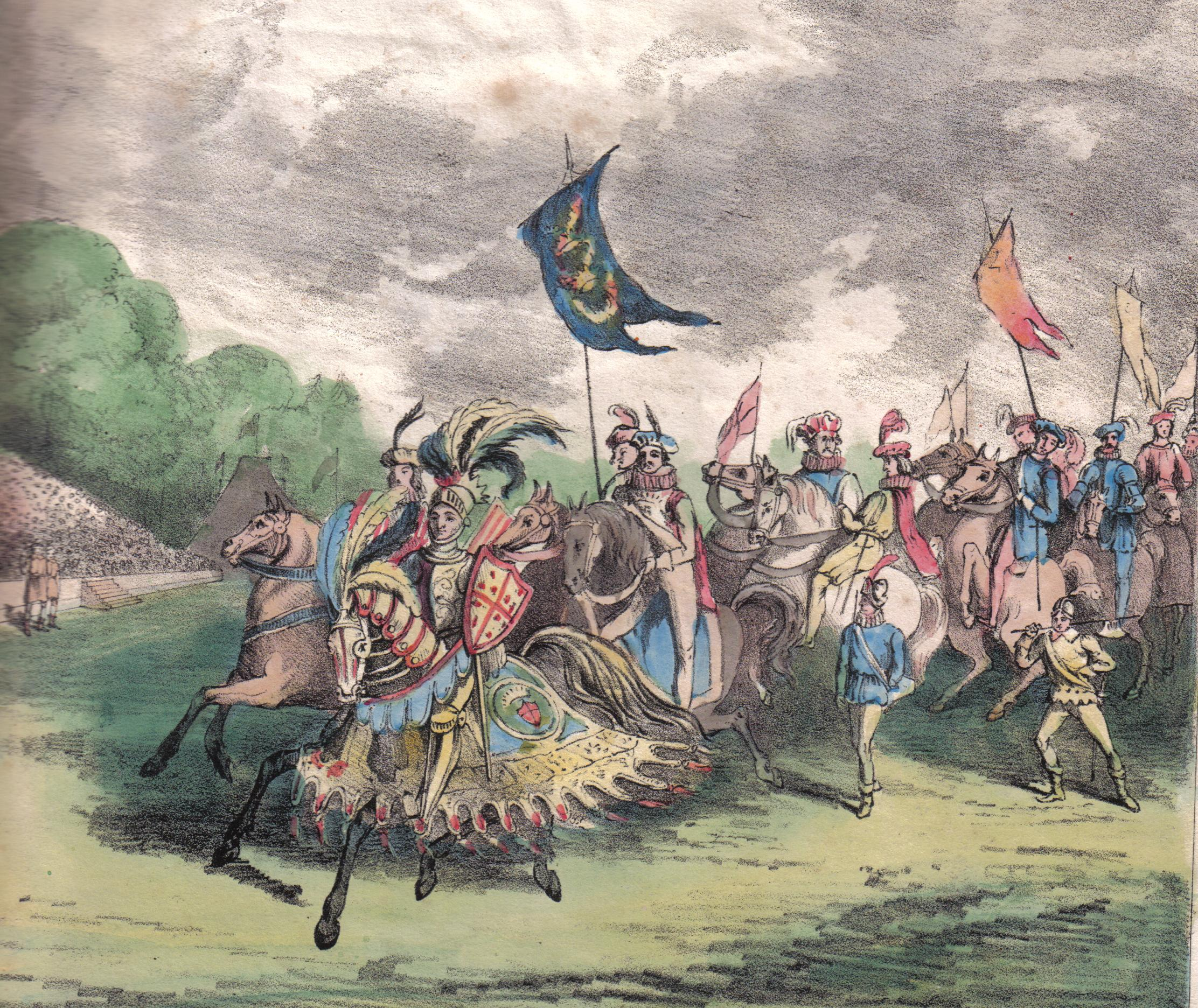
La processione passa la Queen's Gallery.

Il giorno predisposto per lo svolgimento era il 29 agosto ma esso venne posticipato al giorno successivo a causa di una pioggia battente.
L'ultima difficoltà che si presentò fu la grande parata di cavalieri che si supponeva avrebbe dovuto aprire il torneo a mezzogiorno. I cavalieri avevano fatto poca pratica sui cavalli per la parata e come tale impiegarono tanto tempo per essere preparati. Ciascun cavaliere col suo entourage (quaranta gruppi differenti) avrebbero dovuto raggiungere il castello, raccogliere la loro dama d'onore, un ufficiale o un cavaliere e tornare quindi insieme agli altri gruppi.
Anche se la giornata del 30 agosto infine pareva clemente, quando i preparativi erano iniziati il cielo iniziò a scurirsi. Non appena la parata fu terminata e lady Seymour, la Regina di Bellezza, fu annunciata da squilli di trombe, vi fu un fulmine in cielo e grandi tuoni e una tremenda pioggia riprese a battere sul terreno di gioco.
Lord Eglinton immediatamente ordinò alle signore di recarsi sulle carrozze, ma i cavalieri proseguirono con il torneo, coprendosi il capo con degli ombrelli

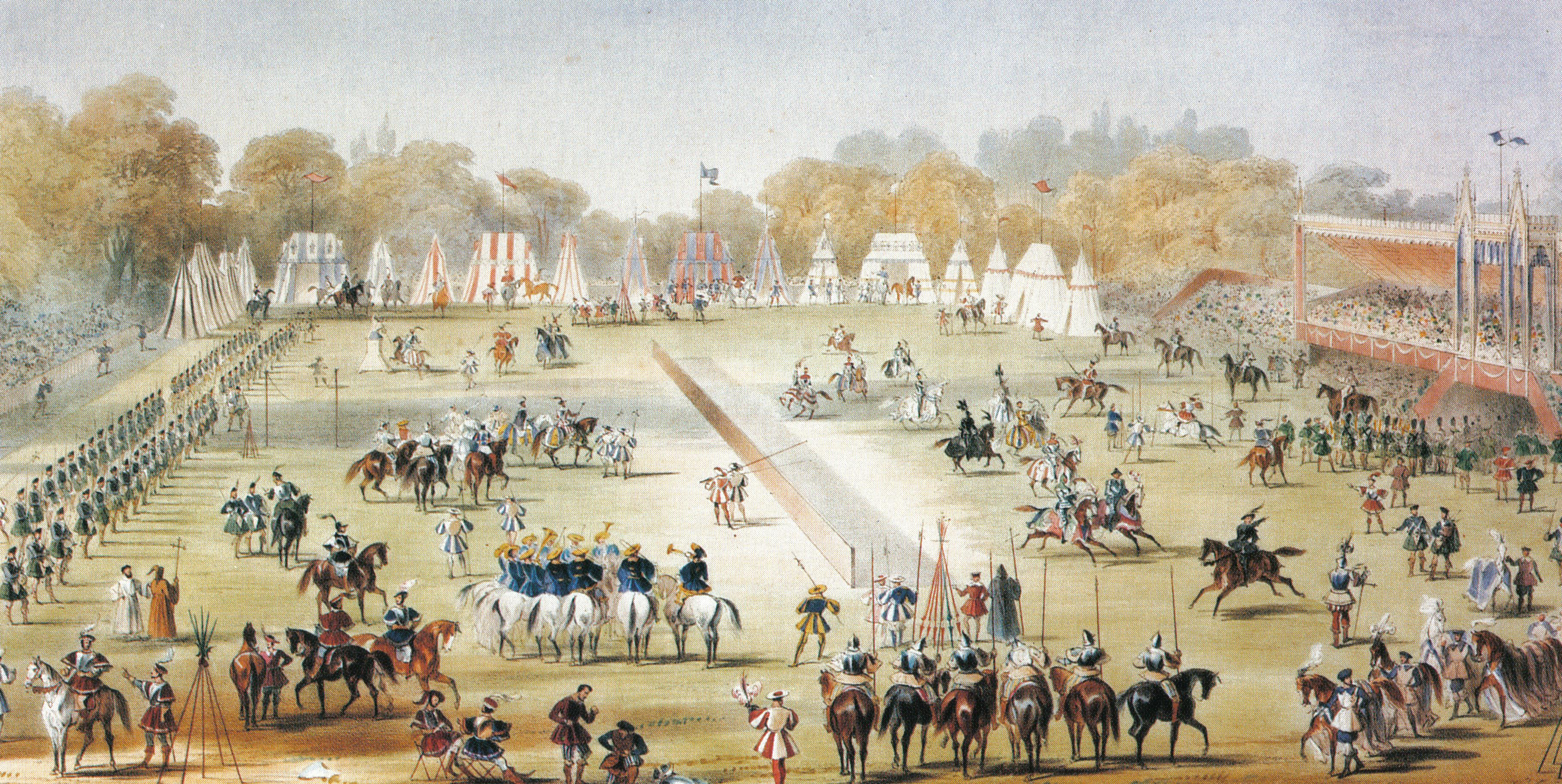
Vista complessiva dei gruppi di cavalieri al torneo.

L'area di gioco era stata pensata da Samuel Luke Pratt per accogliere 2.000 spettatori sotto una grande tenda rossa, ma a causa della pioggia essa appariva sempre più instabile.

### I partecipanti

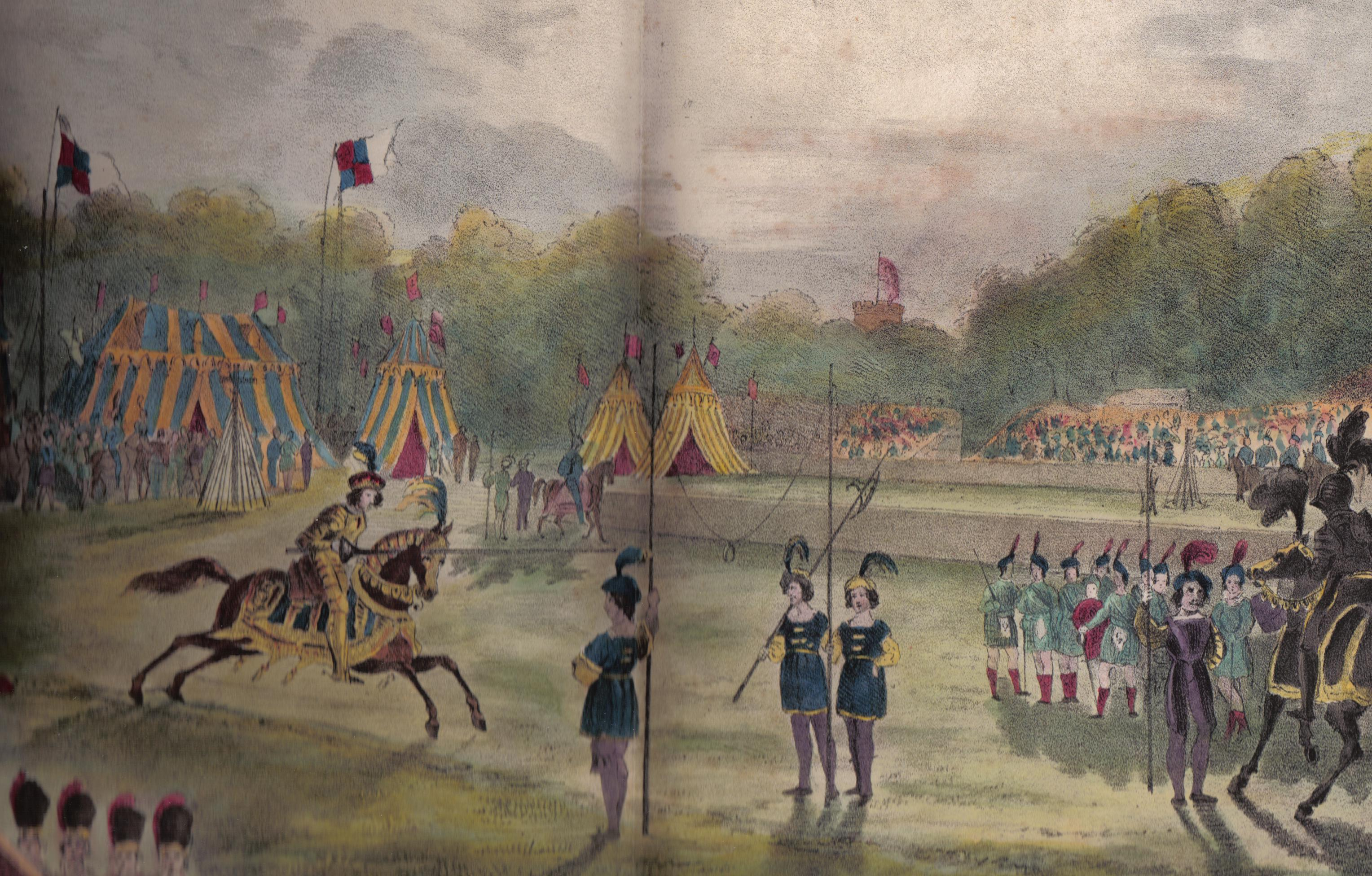
Un cavaliere al Torneo Eglinton.

I "cavalieri" che parteciparono furono:
- Archibald Montgomerie, XIII conte di Eglinton, Lord del Torneo ed organizzatore
- Visconte Alford, 27 anni, "Cavaliere del Leone Nero"
- Capitano Beresford, 32 anni, "Cavaliere della Testa di Cervo"
- Conte di Cassillis, 23 anni, "Cavaliere del Delfino"
- Conte di Craven, 30 anni, "Cavaliere del Grifone"
- Capitano James O. Fairlie, 30 anni, "Cavaliere del Leone d'Oro"
- H. E. H. Gage, 25 anni, "Cavaliere dell'Ariete"
- Visconte Glenlyon, 25 anni, "Cavaliere del Celta"
- Sir Francis Hopkins, II baronetto, 26 anni, "Cavaliere della Torre Bruciante"
- Edward Jerningham, 35 anni, "Cavaliere del Cigno"
- Charles Lamb, 23 anni, "Cavaliere della Rosa Bianca"
- Richard Lechemere, 40 anni, "Cavaliere della Rosa Rossa"
- Walter Little Gilmour, 32 anni, "Cavaliere Nero"
- Marchese di Waterford, 28 anni, "Cavaliere del Dragone"

Tra gli altri partecipanti e ospiti si ricordano:
- Cropley Ashley-Cooper, VI conte di Shaftesbury
- Charles Stewart, III marchese di Londonderry
- Luigi Napoleone Bonaparte
- Principessa Esterhazy, dall'Ungheria
- Conte Persigny, dalla Francia
- Conte Lubeski, dalla Polonia
- Jane Georgiana, Lady Seymour[48]

## Svolgimento

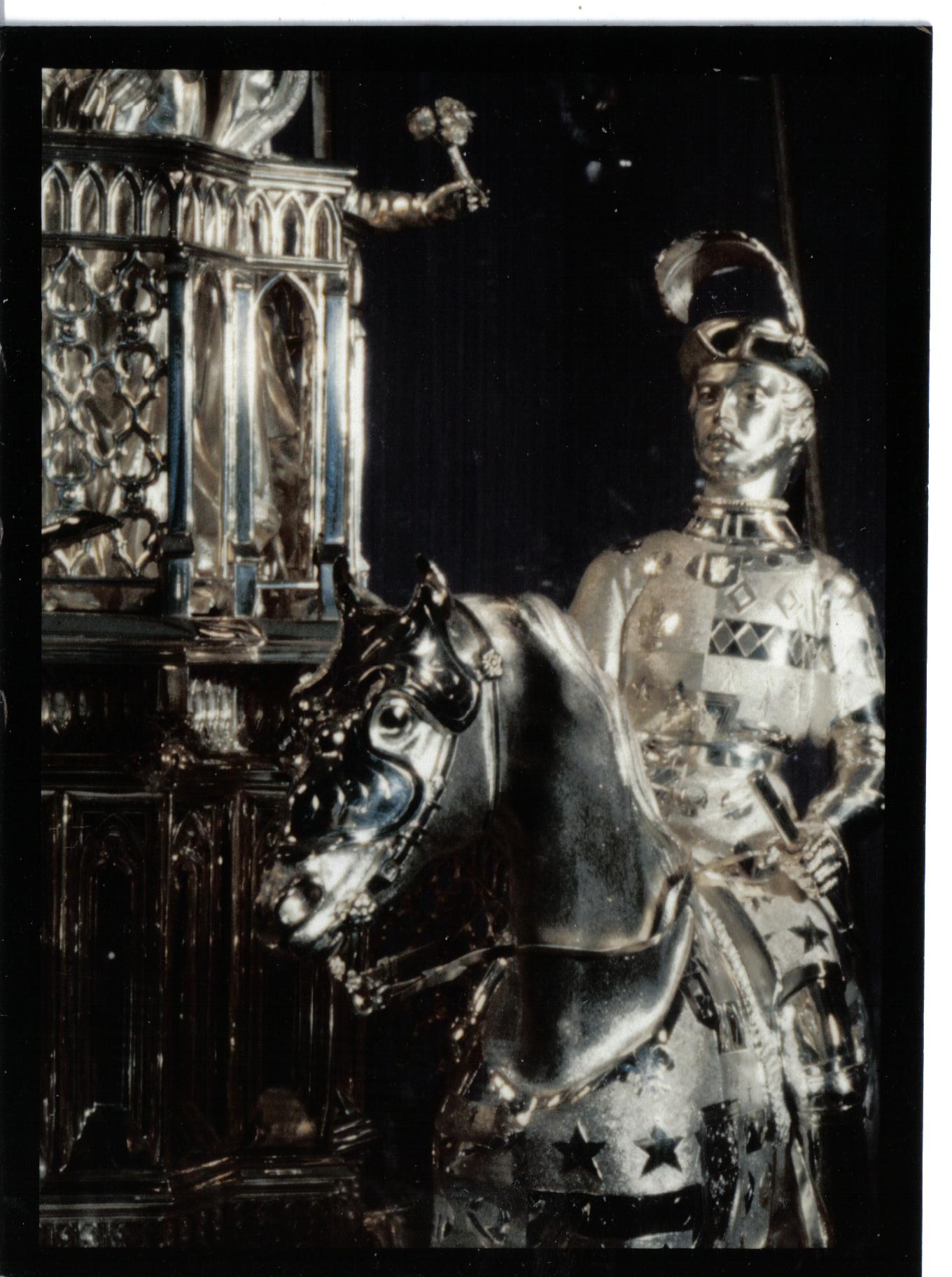
L'Eglinton Trophy, dettaglio dell'armatura del conte.

Dopo il torneo, Lord Eglinton prese la parola scusandosi per il tempo atmosferico con gli spettatori annunciando anche che nuovi tornei si sarebbero tenuti il giorno successivo o quello ancora dopo e che la cena prevista per la serata era stata cancellata sempre a causa delle piogge incessanti.
La pioggia aveva ingrossato anche il lago di Lugton Water che era trasbordato inondando alcune terre circostanti e nessun carro era in grado di attraversare l'area.
La manifestazione, ad ogni modo, fu un successo in termini di pubblico. "Fu una delle più spettacolari manifestazioni di movimento medievalista come nei Gran Tornei; figuranti storici con elaborate cerimonie, costumi, sets, riadattamenti alla battaglia e giostre. Tra il 1750 ed il 1839 almeno diciotto di eventi simili a questo si erano già tenuti in Europa, concludendo in bellezza con il Torneo Eglinton. Questo è uno degli eventi più gloriosi ed una delle follie più stravaganti del XIX secolo. Sebbene la pioggia torrenziale abbia costretto i 'cavalieri' a cavalcare su un terreno madido e limaccioso, tutta l'invisibile folla ha appagato le corde di Eglinton e dell'intera epoca vittoriana." William Gilmor di Baltimore, che presenzio all'evento, l'anno successivo introdusse il gusto dei tornei anche negli Stati Uniti.
L'Eglinton Trophy (detto anche Eglinton Testimonial) è una coppa dell'altezza di un metro, in stile neogotico, d'argento, presentata dal XIII conte di Eglinton ad amici ed ammiratori per commemorare il Torneo Eglinton.
Diversi disegni illustrarono il torneo, con una mostra organizzata ad Edimburgo che perdurò dal 1839 al 1840.
Il torneo fu di così grande impatto culturale che ne ispirò una riedizione nel 1912.
La bandiera presente sul castello con lo stemma del conte venne donata dopo lo svolgimento del torneo al North Ayrshire Council ed è attualmente conservata al North Ayrshire Heritage Centre.

## Il Ponte del Torneo
Sebbene legato alla celebrazione dell'evento del torneo di Eglinton, l'Eglinton Tournament Bridge venne costruito 25 anni dopo il torneo, in stile gotico. All'epoca dello svolgimento del torneo del 1839 ad ogni modo esisteva un ponte che era stato costruito nel 1811 per superare le acque del lago, ma esso venne completamente modificato dalle ristrutturazioni successive condizionate dal famoso torneo.
Il Torneo

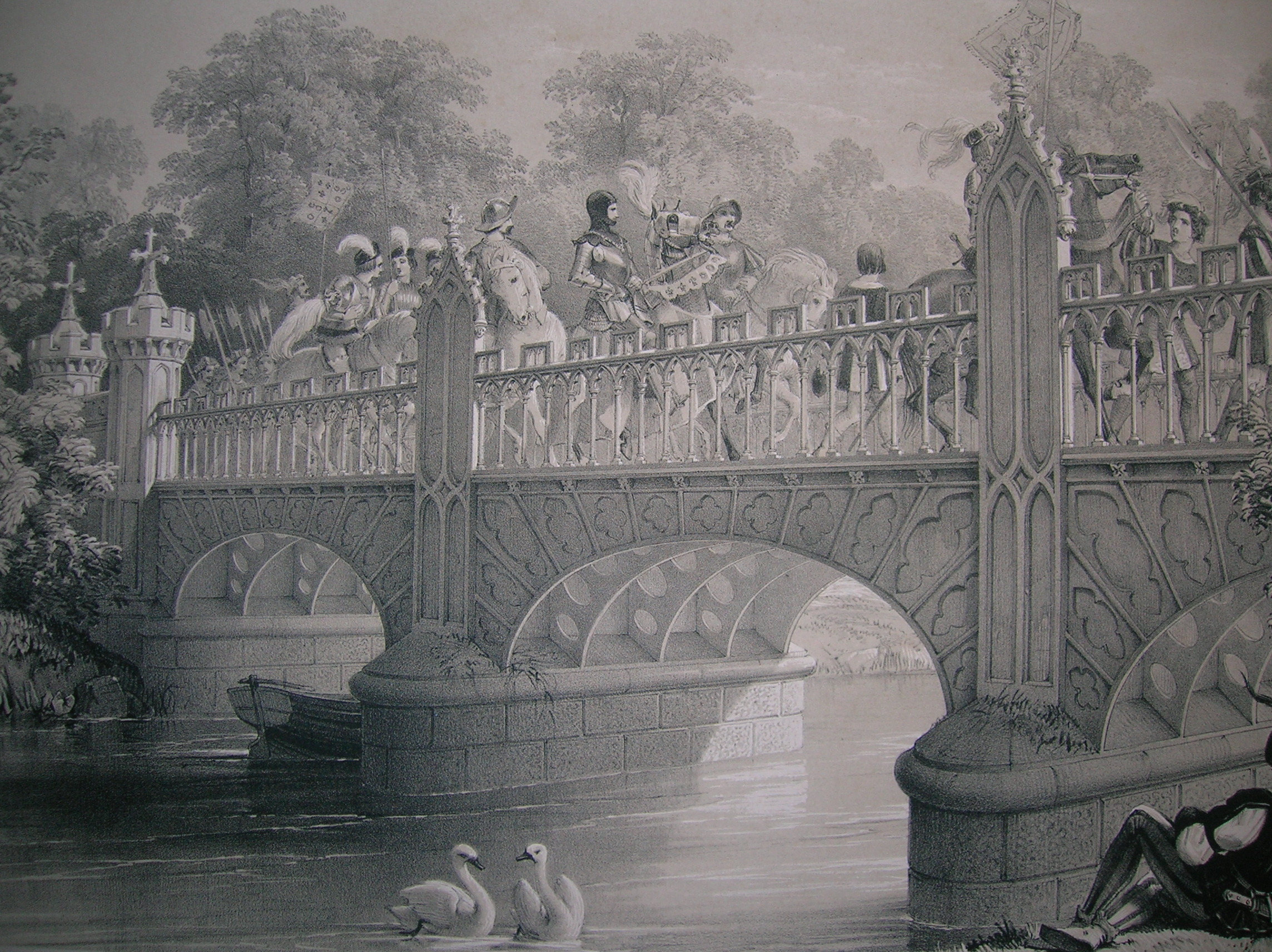
Il Lord del Torneo (Conte di Eglinton) ed i suoi scudieri mentre attraversano il ponte.
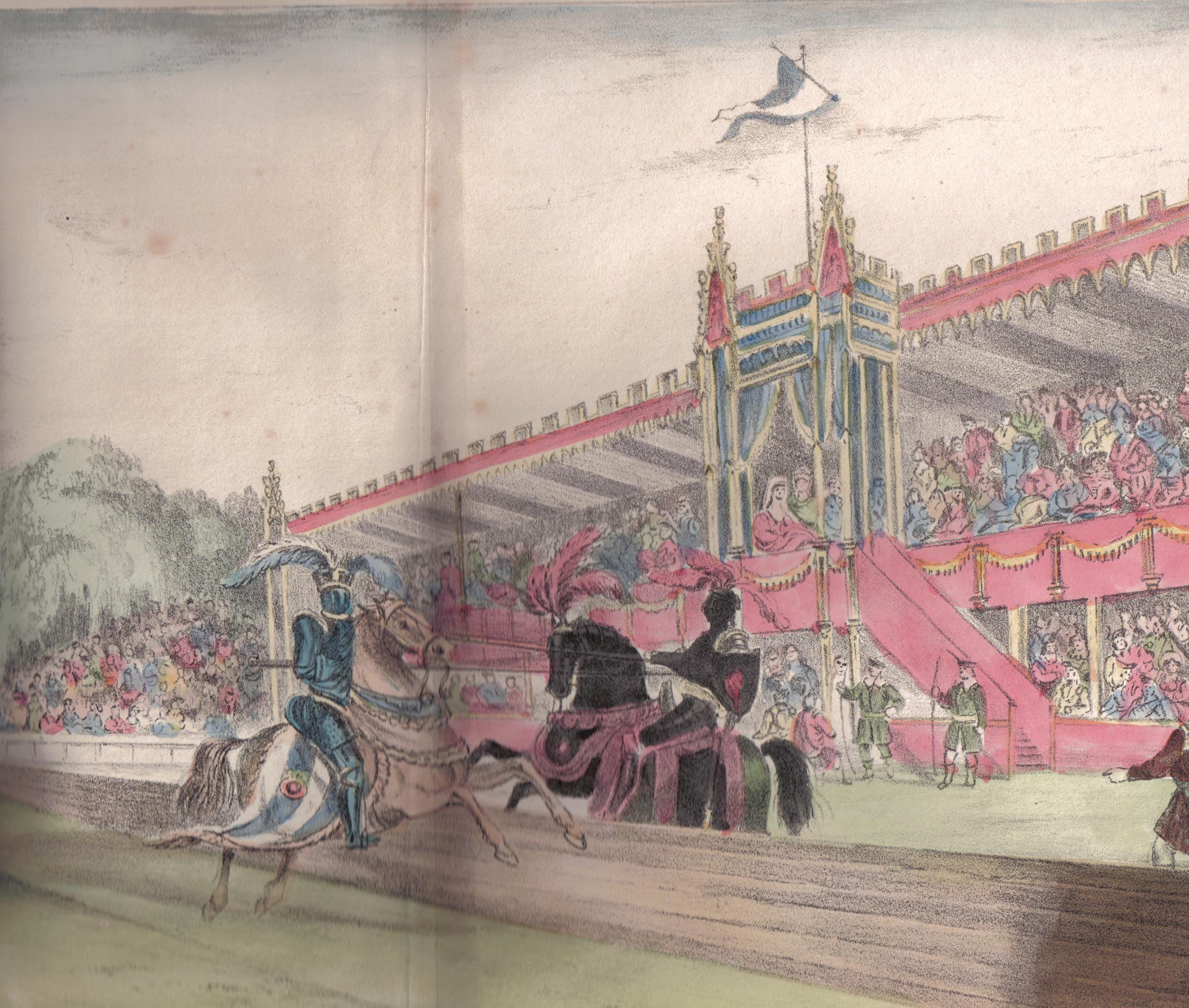
Il Grand Stand.
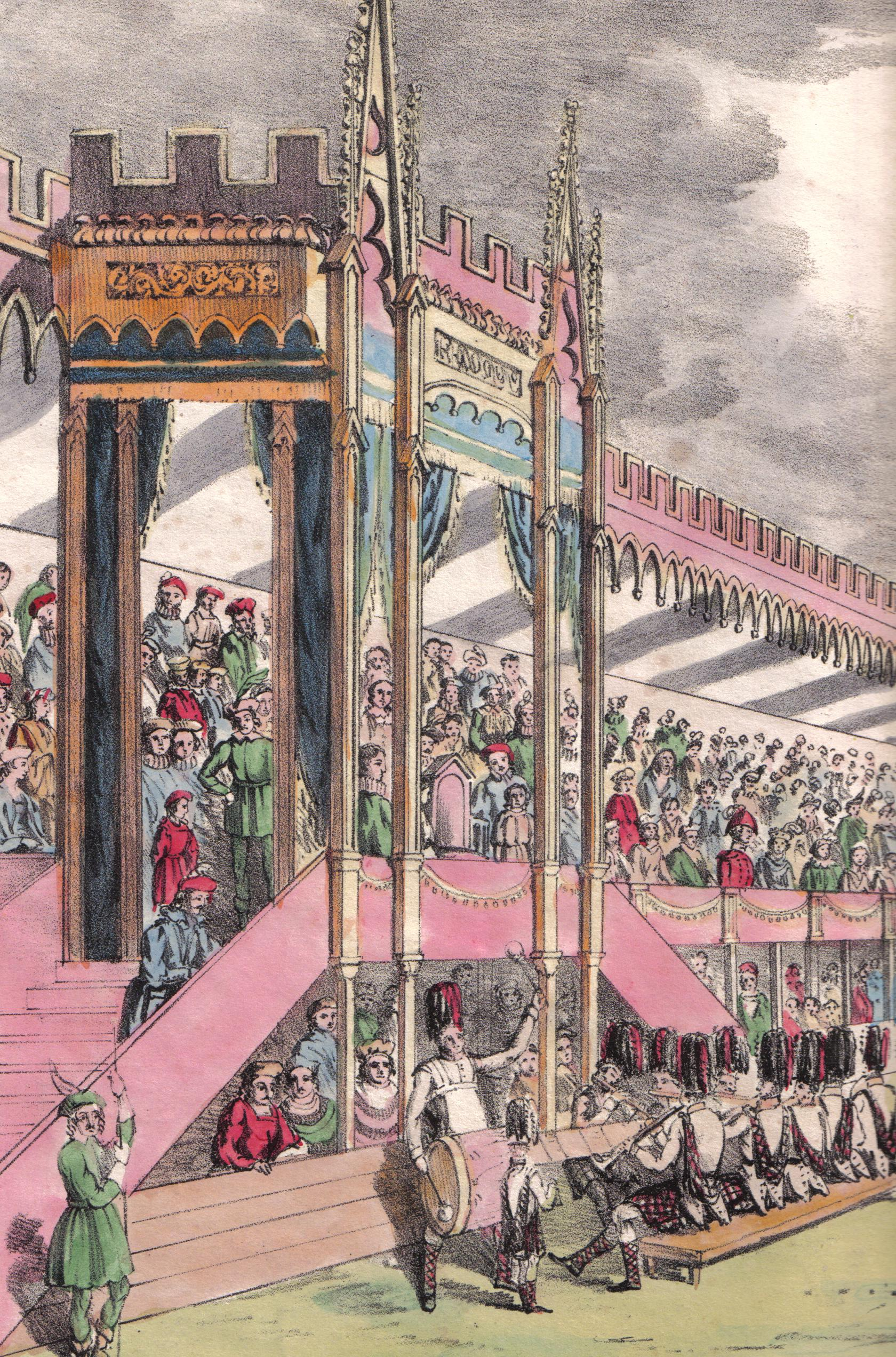
La Queen's Gallery & la Grand Stand.
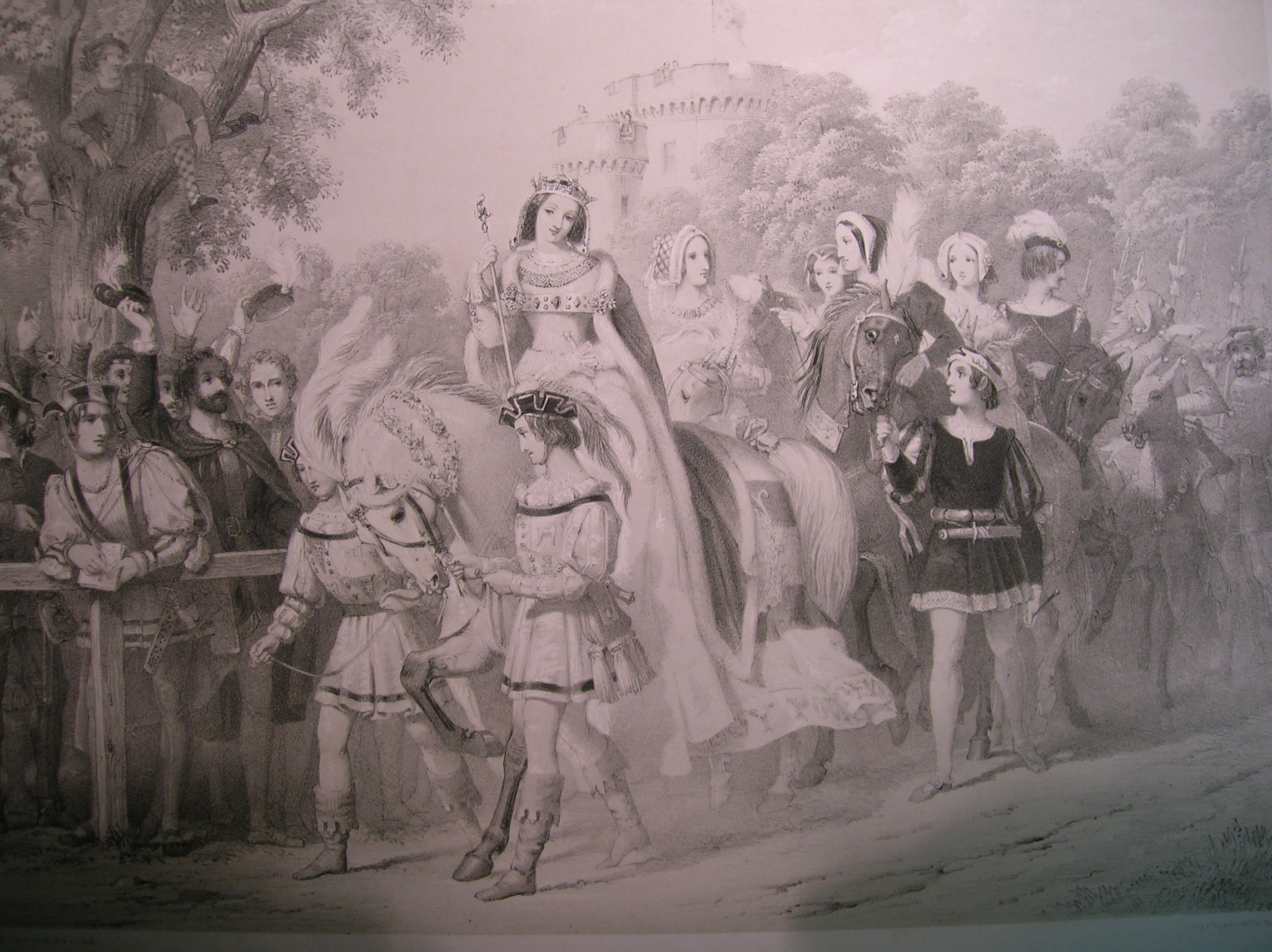
I cavalieri in processione davanti alla Regina di Bellezza.
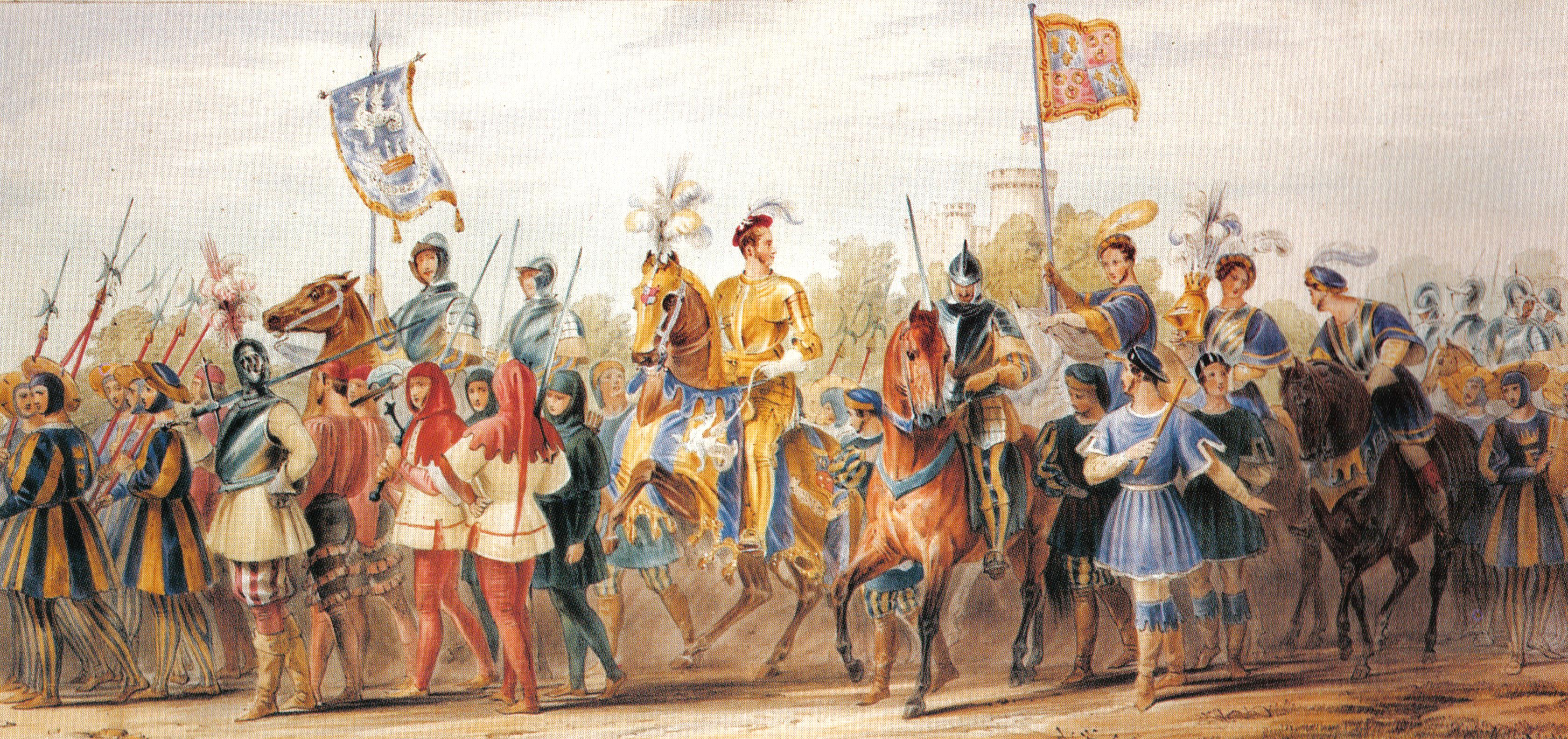
Archibald William Montgomerie, conte di Eglinton, Lord del Torneo.
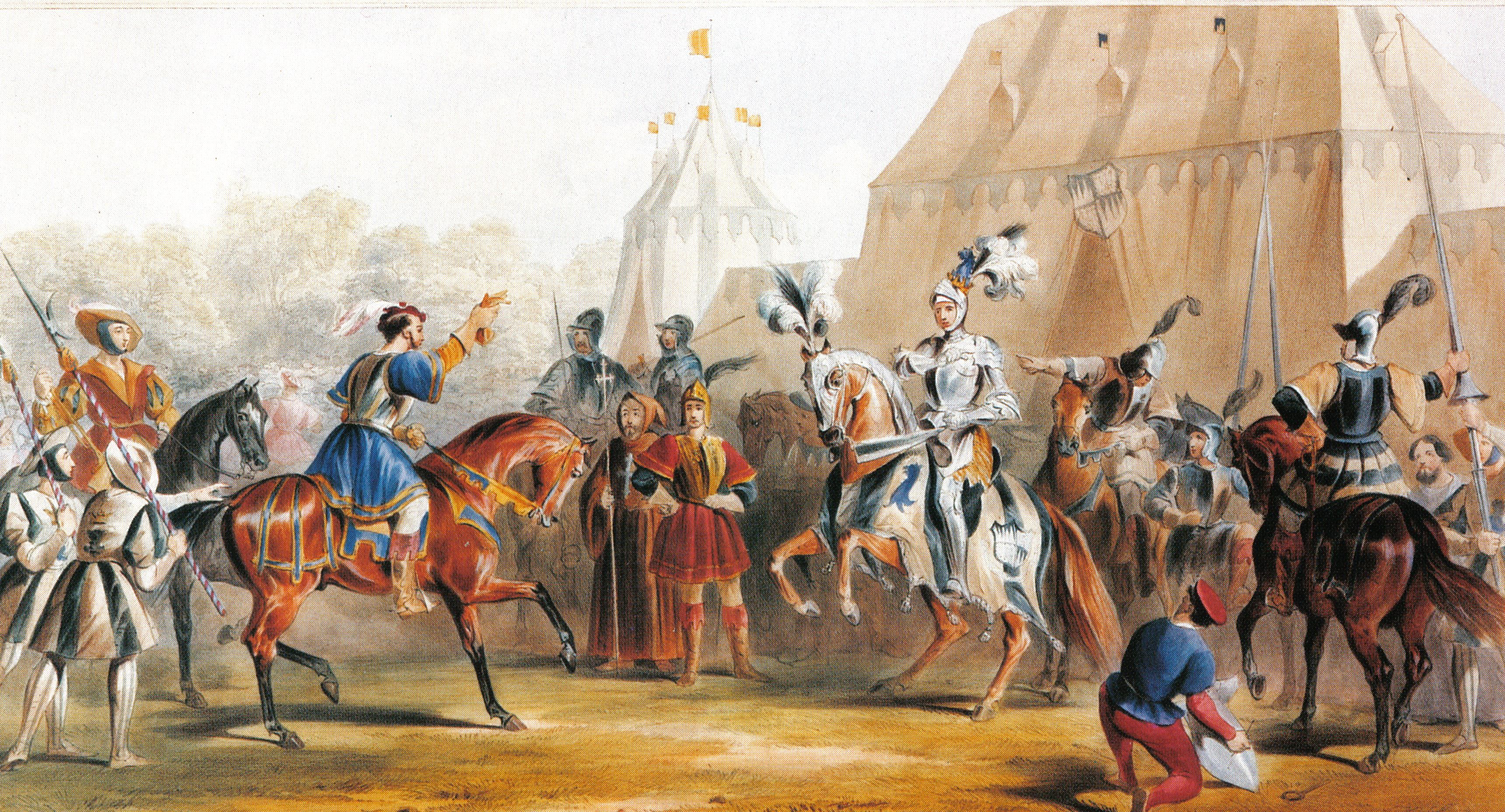
Il cambio.
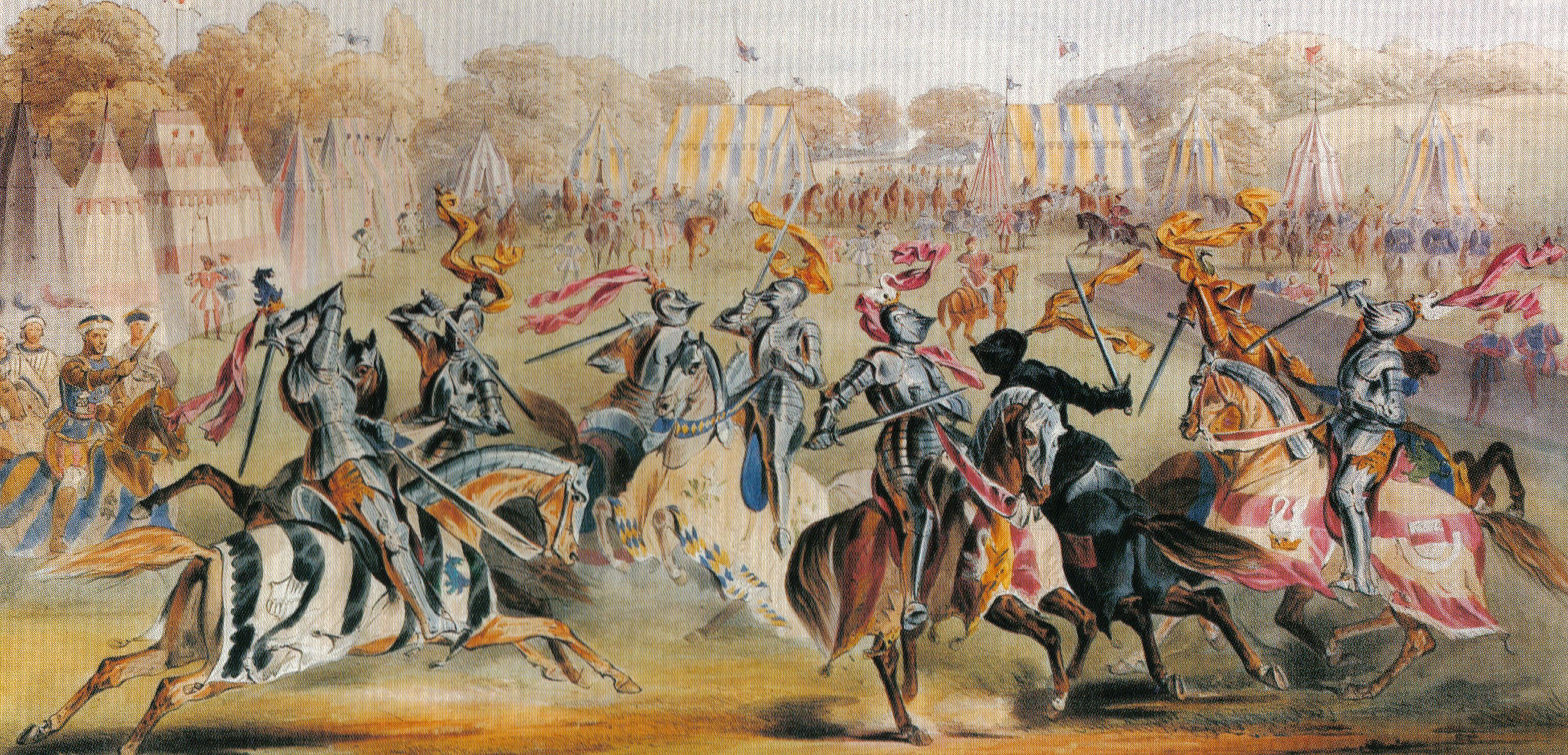
Il melée.
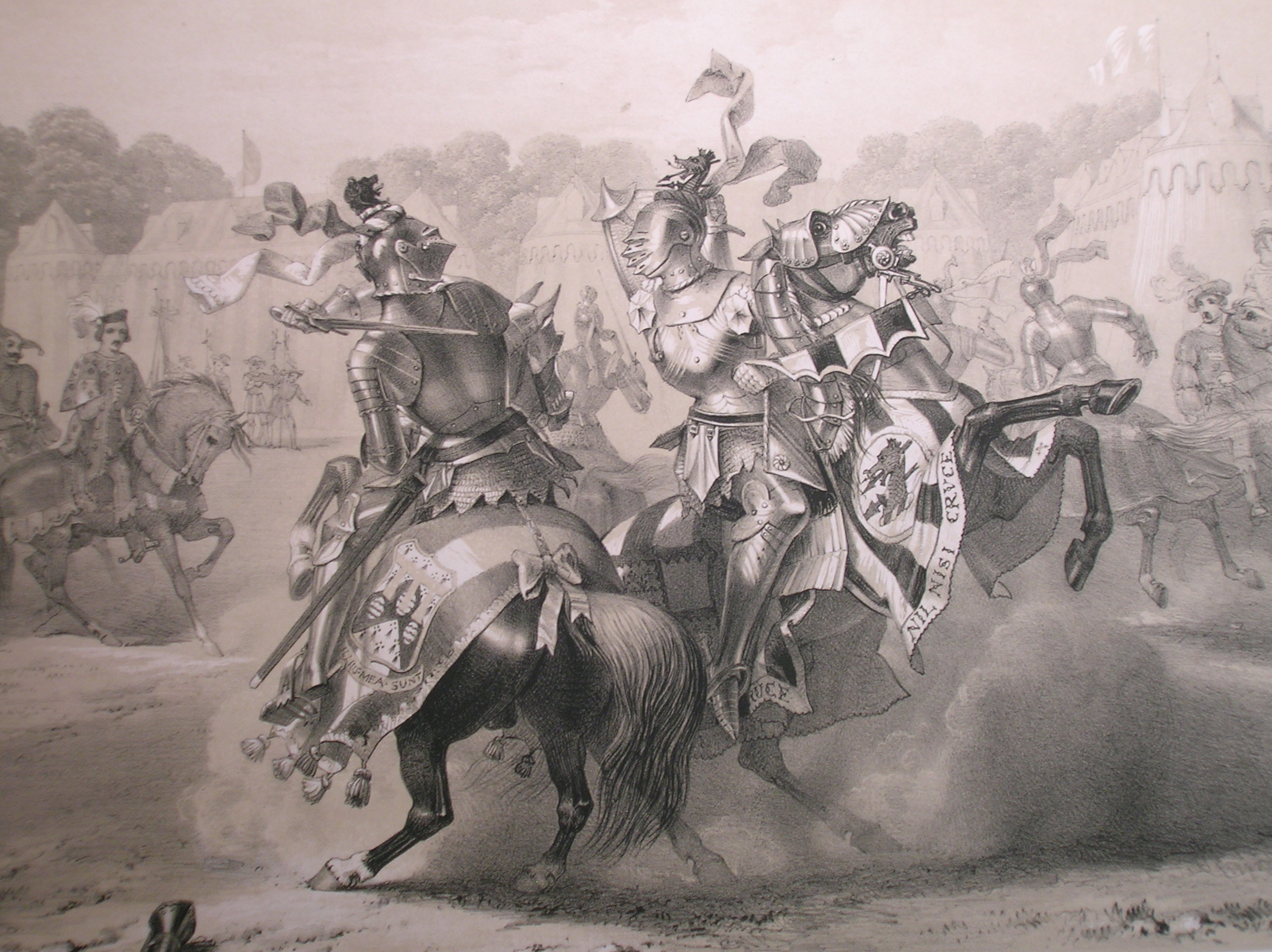
Giostra tra il Lord del Torneo ed il Cavaliere della Rosa Rossa
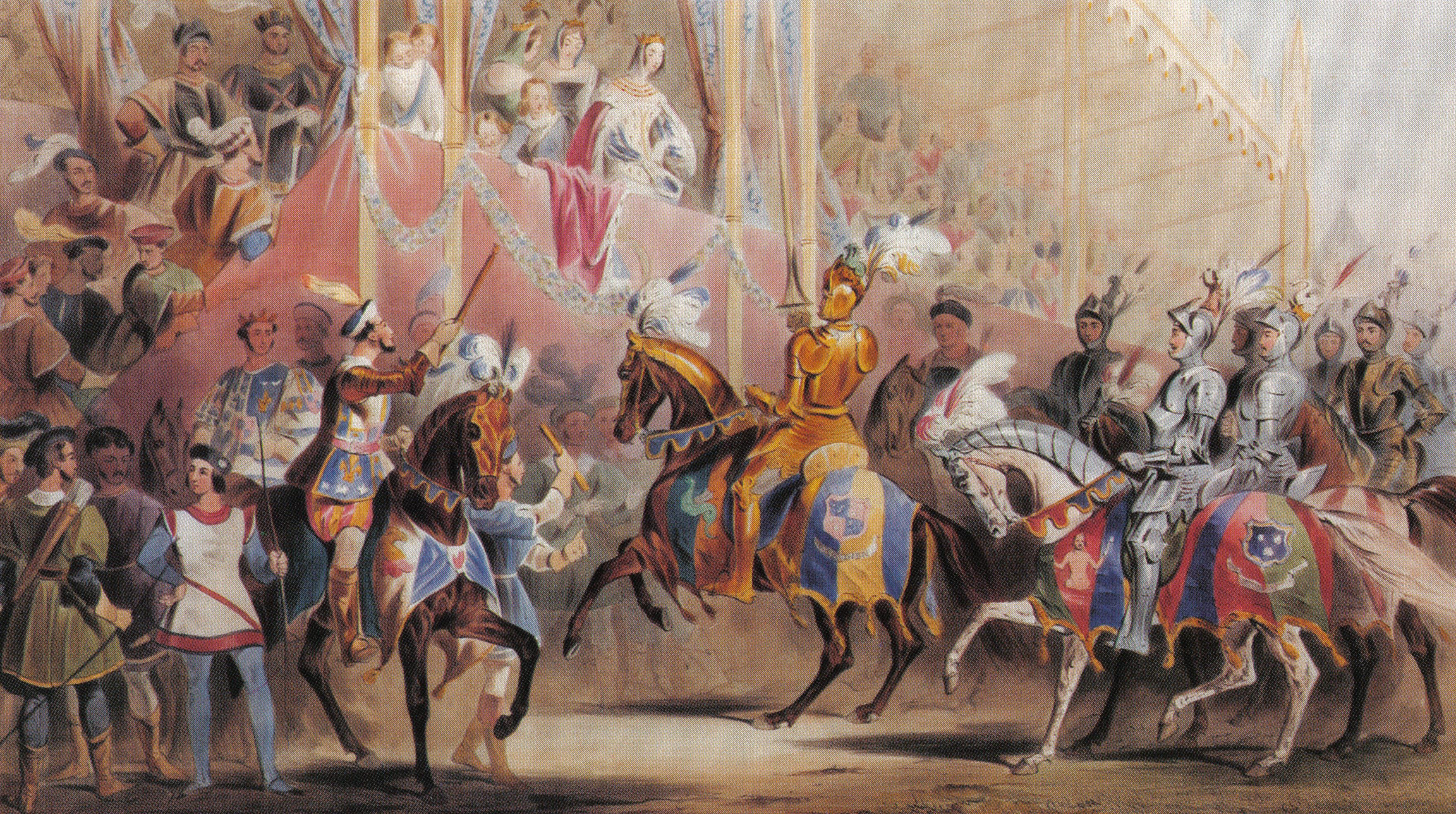
La presentazione.
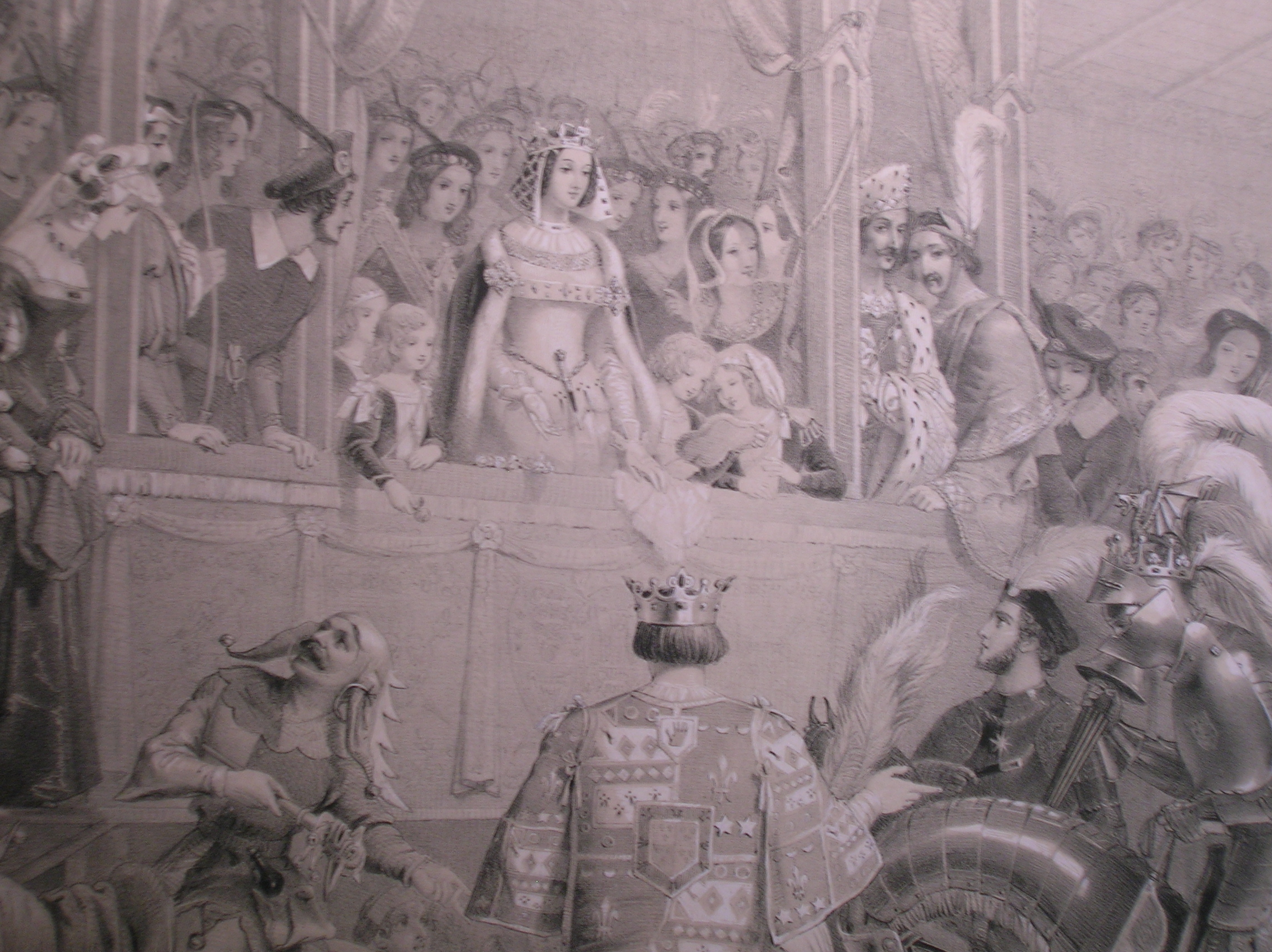
Il Lord del Torneo si presenta alla Regina di Bellezza come vincitore.

Il banchetto e il ballo

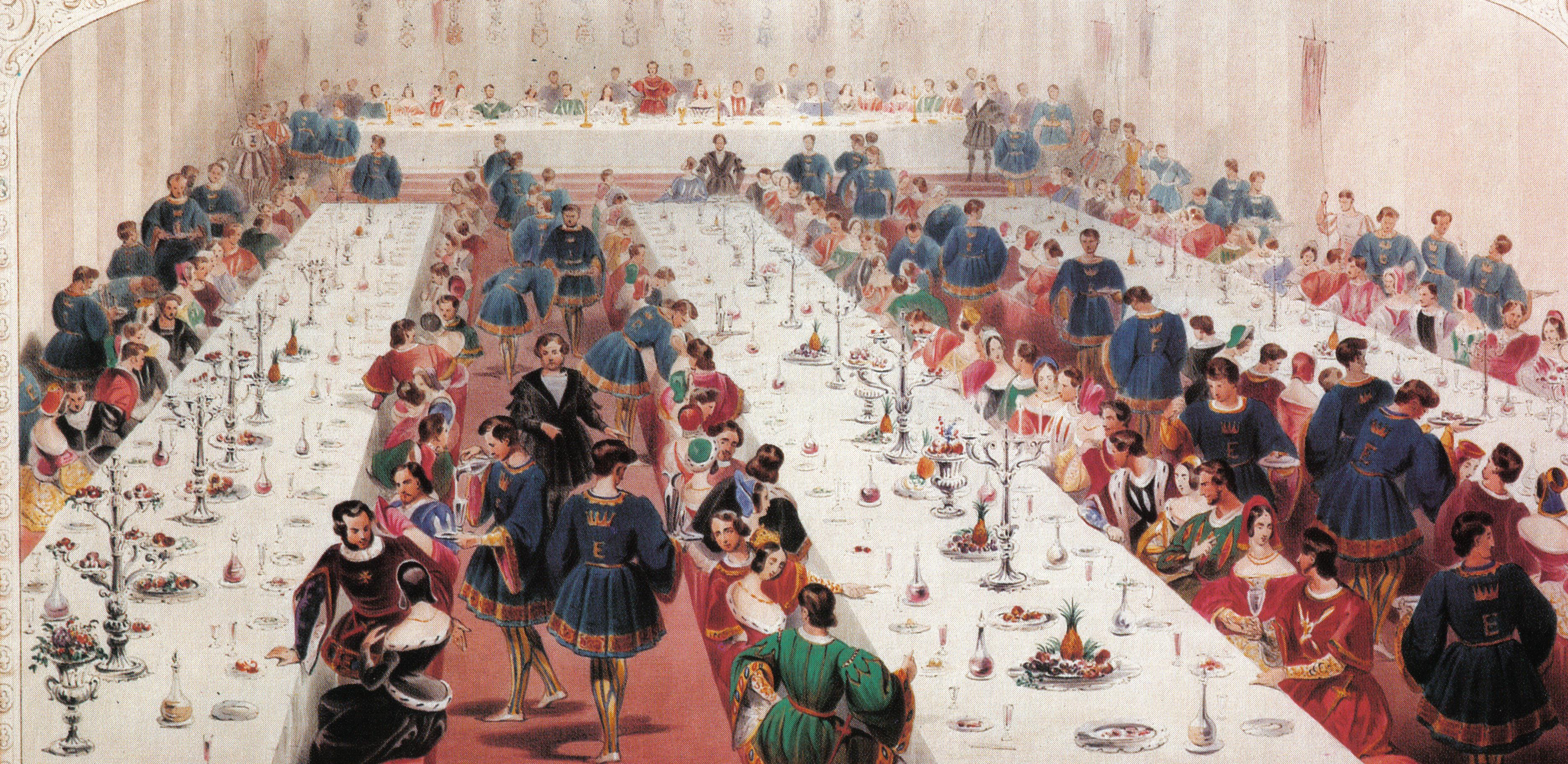
Il banchetto.
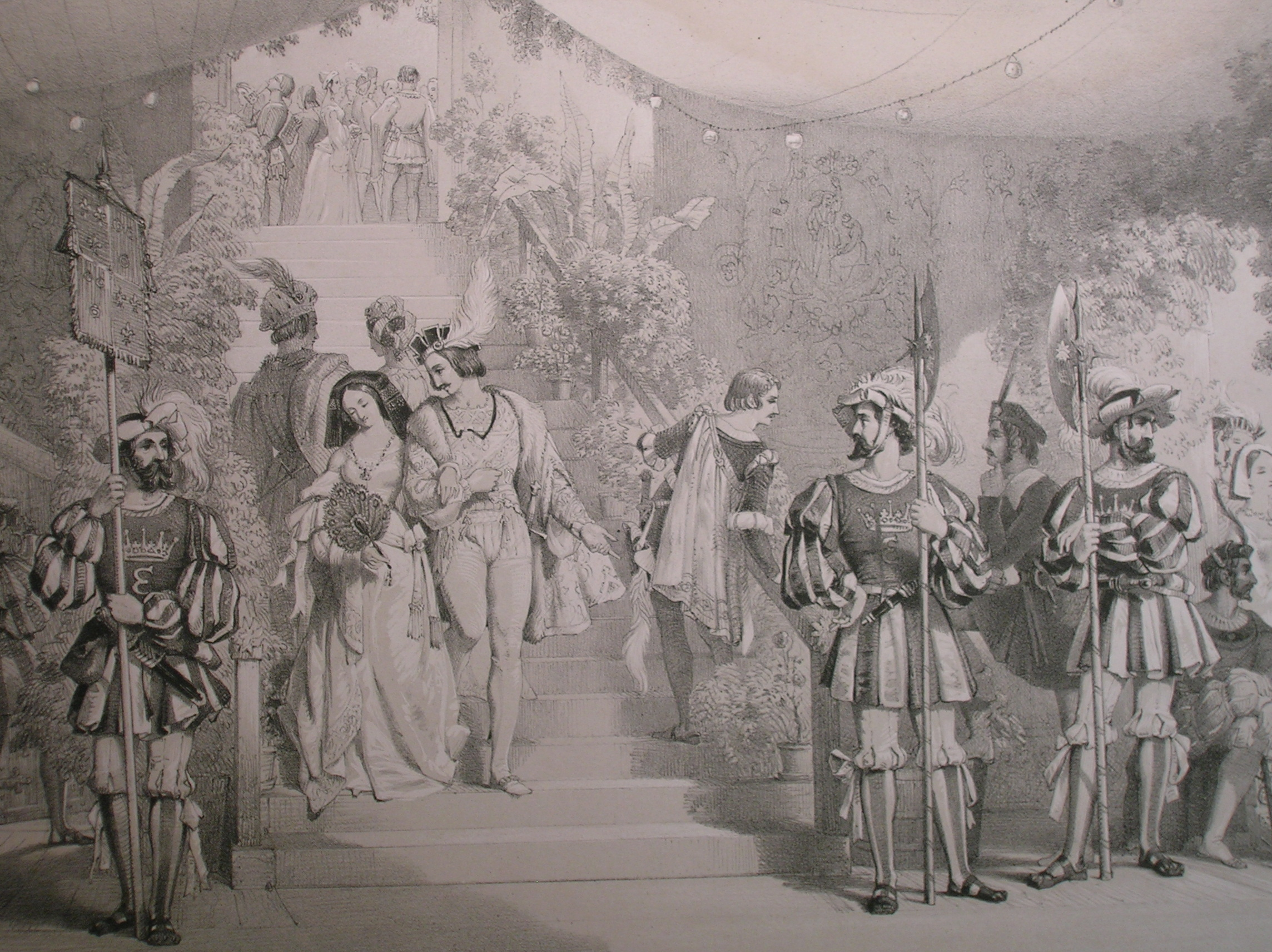
La scalinata verso la sala da ballo del Castello di Eglinton.
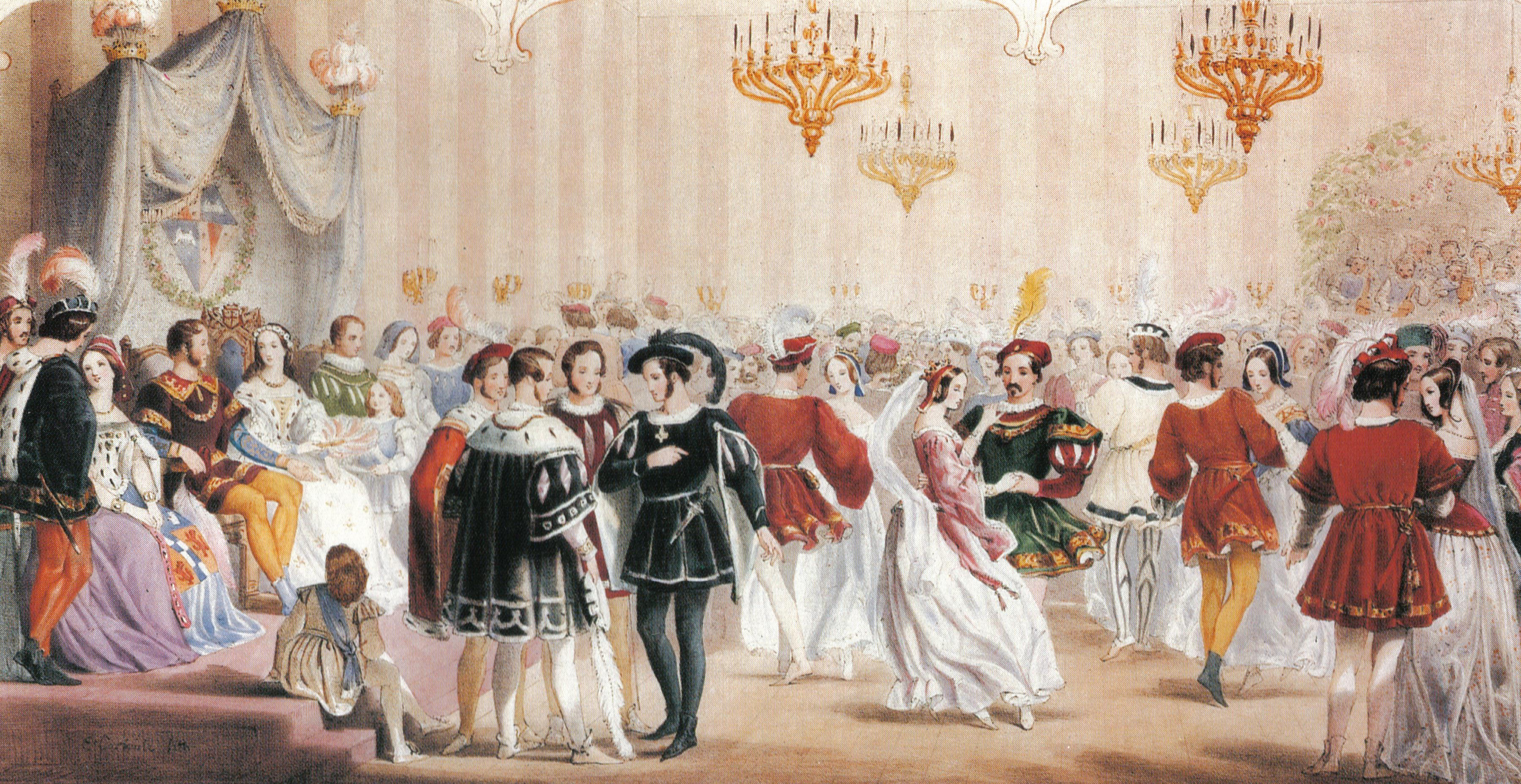
Il ballo.
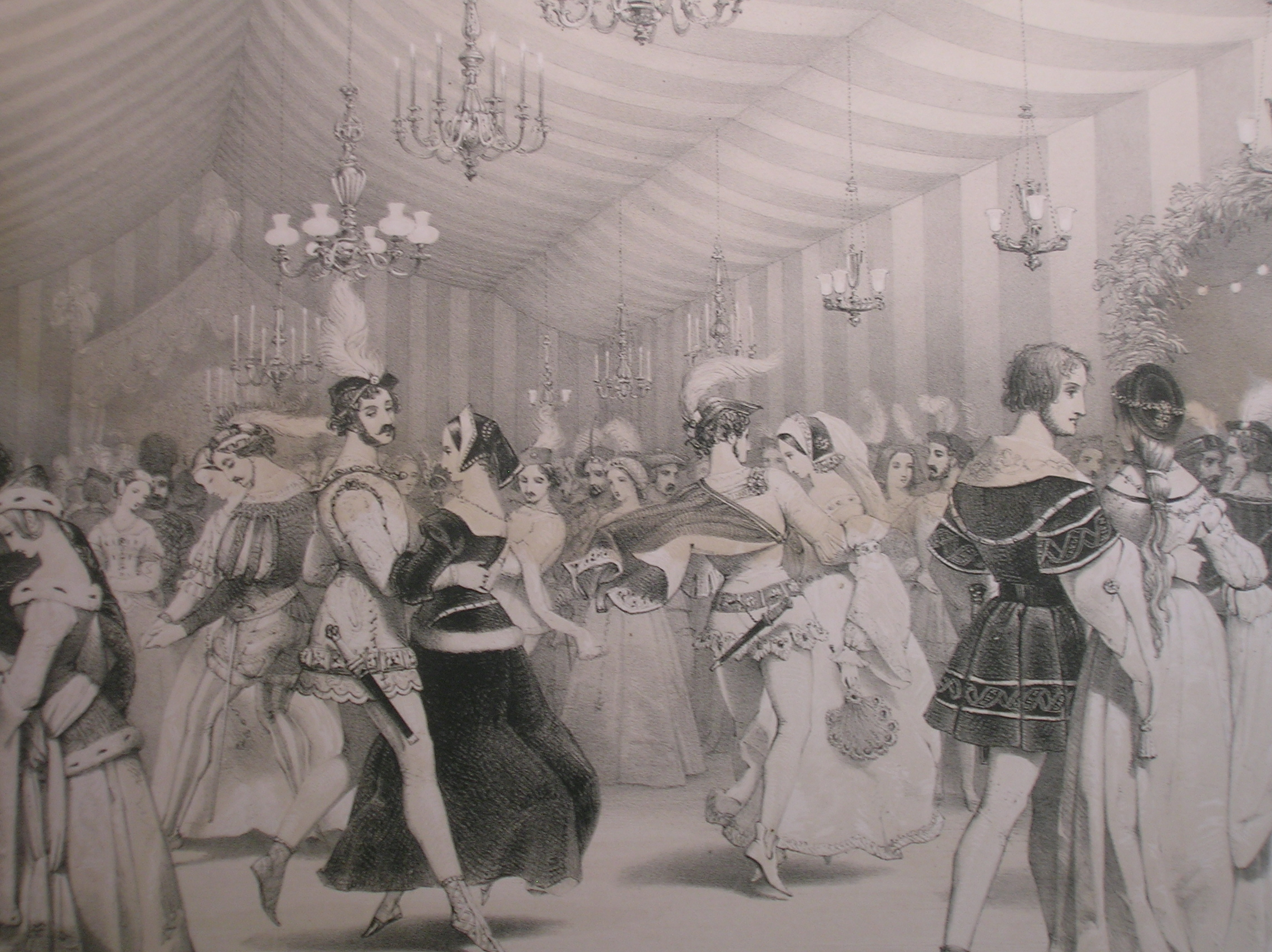
La sala da ballo del Castello di Eglinton.

## Il torneo nel 2014
In occasione del 175º anniversario del Torneo Eglinton nel 2014 la North Ayrshire Heritage Centre e l'Eglinton Country Park stanno predisponendo degli eventi per commemorare l'occasione.